# Mistrovství světa v ledním hokeji 2017
81. mistrovství světa v ledním hokeji se konalo v roce 2017. Pořadateli byli Německo a Francie a hrálo se v Kolíně nad Rýnem a v Paříži. Pořadatelské země byly zvoleny během kongresu Mezinárodní hokejové federace 17. května 2013 ve Stockholmu. Francie se ujala pořadatelství poprvé od 35. mistrovství světa v roce 1968 v Grenoblu. V Paříži se hrálo jedinkrát, a to 18. mistrovství světa v roce 1951. V Kolíně nad Rýnem se hrálo naposledy v roce 2010. Zlato získali Švédové, kteří ve finále porazili Kanadu na samostatné nájezdy. Bronz získali Rusové po výhře nad Finskem 5:3. 
Oproti minulému ročníku se mistrovství účastnily týmy Slovinska a Itálie (postup z Divize I.). Z minulého mistrovství sestoupily týmy Kazachstánu a Maďarska.

## Výběr pořadatelské země
O pořádání 81. ročníku MS v ledním hokeji v Německu a Francii bylo rozhodnuto na základě hlasování na kongresu Mezinárodní hokejové federace 17. května 2013 ve Stockholmu poměrem hlasů 63 ku 45 ve prospěch Německa s Francií. Dalšími kandidáty byly Dánsko, s pořadatelskými městy Kodaň a Herning, a Lotyšsko, které by turnaj uspořádalo v Rize.
Kandidující státy:
| Země              | Počet hlasů |
| ----------------- | ----------- |
| Německo a Francie | 63          |
| Dánsko a Lotyšsko | 45          |

## Stadiony
V Kolíně nad Rýnem bude k dispozici známá Lanxess Arena, v Paříži se pak bude hrát ve staré multifunkční hale AccorHotels Arena. Ta má projít rozsáhlou rekonstrukcí, při které dojde k navýšení kapacity míst na 15 000. Obě města jsou vzdálena přes 500 km a lze mezi nimi cestovat jak vlakem, tak letadlem. Nejrychlejší přímé vlakové spojení nabízí vysokorychlostní vlaky THA, které tuto vzdálenost překonají za tři a čtvrt hodiny.
| Kolín nad Rýnem                | Paříž Kolín nad Rýnem | Paříž                              |
| Lanxess Arena Kapacita: 18 500 | Paříž Kolín nad Rýnem | AccorHotels Arena Kapacita: 15 000 |
|                                | Paříž Kolín nad Rýnem |                                    |

## Maskoti šampionátu
Oficiálními maskoty pro tento ročník šampionátu Mistrovství světa v ledním hokeji zvolila francouzská a německá hokejová federace dva nejznámější galy, nejsou jimi nikdo jiný, než mazaný Asterix a silák Obelix. Nerozluční přátelé patří mezi nejúspěšnější komiksovou sérií na světě, přičemž první vydání se datuje na rok 1959. Komiksy, jejichž původním autorem je scenárista René Goscinny a kreslíř Albert Uderzo, byly již přeloženy do více než 111 jazyků a dialektů, mezi které se řadí taktéž místní dialekt z Kolína nad Rýnem, Kölschtina. V minulých ročnících se za maskoty objevil pes Lajka, králicí Bob a Bobek, či zubr Volat.

## Rozhodčí
Mezinárodní federace ledního hokeje nominovala na Mistrovství světa 16 hlavních rozhodčích a stejný počet čárových sudích.
| - Mark Lemelin - Brett Iverson - Oliver Gouin - Jan Hribik - Antonín Jeřábek - Stefan Fonselius - Anssi Salonen - Daniel Piechaczek | - Eduards Odiņš - Roman Gofman - Tobias Wehrli - Daniel Stricker - Jozef Kubuš - Marcus Linde - Linus Ohlund - Stephen Reneau |

| - Ivan Dedyulya - Nathan Vanoosten - Miroslav Lhotský - Libor Suchánek - Rene Jensen - Hannu Sormunen - Sakari Suominen - Lukas Kohlmüller | - Joep Leermakers - Alexandr Otmachov - Gleb Lazarev - Roman Kaderli - Peter Šefčík - Andreas Malmqvist - Brian Oliver - Judson Ritter |

## Herní systém
Šestnáct účastníků bylo rozděleno do dvou skupin po 8 týmech. V rámci skupiny se utkal každý s každým. Za vítězství v základní hrací době se udělovaly 3 body, za vítězství po prodloužení či samostatných nájezdech 2 body, za prohru po prodloužení či samostatných nájezdech 1 bod a za prohru v základní hrací době 0 bodů. Z každé skupiny postoupila čtveřice týmů s nejvyšším počtem bodů do čtvrtfinále playoff. Pro týmy na pátých až osmých místech ve skupinách turnaj skončil. Oba týmy z osmých míst automaticky sestoupily do 1. divize (neplatilo pro Dánsko, pořadatele MS 2018).

### Kritéria při rovnosti bodů v základních skupinách
Pokud získají po konci základních skupin dva týmy stejný počet bodů, rozhodují o postupujícím nebo o lépe nasazeném týmu pro čtvrtfinále výsledek jejich vzájemného zápasu. Pokud rovnost nastane mezi třemi nebo více týmy, postupuje se podle následujících kritérií, dokud nezbudou dva týmy, mezi nimiž rozhodne výsledek ze vzájemného zápasu:
1. Body z minitabulky vzájemných zápasů
2. Brankový rozdíl z minitabulky vzájemných zápasů
3. Vyšší počet vstřelených branek v minitabulce vzájemných zápasů
4. Výsledky proti nejbližšímu nejvýše umístěnému týmu mimo týmy v minitabulce (pořadí kritérií: 1. body, 2. brankový rozdíl, 3. více vstřelených branek) vůči tomuto družstvu
5. Výsledky proti nejbližšímu druhému nejvýše umístěnému týmu mimo týmů v minitabulce (pořadí kritérií: 1. body, 2. brankový rozdíl, 3. více vstřelených branek) vůči tomuto družstvu
6. Postavení v žebříčku IIHF před startem mistrovství

V průběhu základních skupin, kdy by ještě nebyly sehrány všechny zápasy budou rozhodovat v případě bodové rovnosti tato kritéria:
1. Nižší počet odehraných utkání
2. Brankový rozdíl
3. Vyšší počet vstřelených branek
4. Postavení v žebříčku IIHF před startem mistrovství

Čtvrtfinále bude sehráno křížovým systémem (tj. 1. tým ze skupiny A proti 4. týmu ze skupiny B, 2. tým ze skupiny A proti 3. týmu ze skupiny B, 1. tým ze skupiny B proti 4. týmu ze skupiny A a 2. tým ze skupiny B proti 3. týmu ze skupiny A). V případě, že by se měly utkat ve čtvrtfinále domácí týmy (Německo a Francie), tak by se čtvrtfinále hrálo v rámci skupin (tedy 1A-4A, 2A-3A, 1B-4B, 2B-3B). Vítězové čtvrtfinále postoupí do semifinále, pro poražené čtvrtfinalisty turnaj skončí. V semifinále se dvojice utkají v následujícím vzorci: vítěz utkání mezi 1A - 4B vs vítěz 2B - 3A, vítěz 1B - 4A vs vítěz 2A - 3B. Oba semifinálové zápasy se odehrají ve větší Lanxess Areně v Kolíně nad Rýnem. Vítězní semifinalisté postoupí do finále, kde se rozhodne o držitelích zlatých a stříbrných medailí, zatímco poražení semifinalisté se střetnou v zápase o bronzové medaile

#### Systém prodloužení v playoff
V případě vyrovnaného stavu i po šedesáti minutách čtvrtfinále, semifinále nebo zápasu o třetí místo se zápas prodlužuje o deset minut, a to po krátké tříminutové přestávce. V zápase o zlaté medaile by následovalo dvacetiminutové prodloužení, před kterým by proběhla patnáctiminutová přestávka s úpravou ledové plochy. Jestliže by během prodloužení ani jeden z týmů nedosáhl branky, na řadu by se dostaly samostatné nájezdy, které by určily vítěze utkání.

### Kritéria pro určení konečného pořadí týmů
Pořadí na prvních čtyřech místech určí výsledek finálového zápasu a utkání o bronz. O konečném umístění na 5. až 16. místě rozhodují tato kritéria:
1. Vyšší postavení ve skupině
2. Vyšší počet bodů ve skupině
3. Lepší brankový rozdíl
4. Vyšší počet vstřelených branek
5. Postavení v žebříčku IIHF před startem mistrovství

Poznámka: Poražení čtvrtfinalisté zaujmou automaticky 5. až 8. místo a byli seřazeni podle výsledků v základních skupinách dle kritérií uvedených výše.

## Legenda
Toto je seznam vysvětlivek použitých v souhrnech odehraných zápasů.
| - PH1 – Branka v přesilové hře (5 na 4) - PH2 – Branka v přesilové hře (5 na 3) - VO1 – Branka v oslabení (4 na 5) | - VO2 – Branka v oslabení (3 na 5) - SV – Gól při signalizovaném vyloučení - PB – Gól do prázdné branky | - PP – Gól při odvolání brankáře (power play) - ts. – Gól z trestného střílení - vla. – Vlastní gól | - TG – Technický gól |

## Základní skupiny
Týmy byly do základních skupin rozděleny podle žebříčku IIHF po mistrovství světa v ledním hokeji 2016.
| Skupina A - Kolín nad Rýnem | Skupina B - Paříž |
| --------------------------- | ----------------- |
| Rusko (2)                   | Kanada (1)        |
| USA (4)                     | Finsko (3)        |
| Švédsko (5)                 | Česko (6)         |
| Slovensko (8)               | Švýcarsko (7)     |
| Německo (10)                | Bělorusko (9)     |
| Lotyšsko (12)               | Norsko (11)       |
| Dánsko (13)                 | Francie (14)      |
| Itálie (18)                 | Slovinsko (15)    |

### Skupina A – Kolín nad Rýnem

#### Tabulka
|  | Týmy postupující do čtvrtfinále |
|  | Tým sestupující do Divize 1     |

| Poř. | Tým       | Z | V | VP | PP | P | GV | GI | +/- | B  |
| ---- | --------- | - | - | -- | -- | - | -- | -- | --- | -- |
| 1.   | USA       | 7 | 6 | 0  | 0  | 1 | 31 | 14 | 17  | 18 |
| 2.   | Rusko     | 7 | 5 | 1  | 0  | 1 | 35 | 10 | 25  | 17 |
| 3.   | Švédsko   | 7 | 5 | 0  | 1  | 1 | 29 | 13 | 16  | 16 |
| 4.   | Německo   | 7 | 2 | 2  | 1  | 2 | 20 | 23 | -3  | 11 |
| 5.   | Lotyšsko  | 7 | 3 | 0  | 1  | 3 | 14 | 18 | -4  | 10 |
| 6.   | Dánsko    | 7 | 1 | 2  | 0  | 4 | 13 | 22 | -9  | 7  |
| 7.   | Slovensko | 7 | 0 | 1  | 2  | 4 | 12 | 28 | -16 | 4  |
| 8.   | Itálie    | 7 | 0 | 0  | 1  | 6 | 6  | 32 | -26 | 1  |

#### Zápasy
| 5. května 2017 16:15 | Švédsko | 1:2 SN (1:0, 0:0, 0:1, 0:0) | Rusko | Lanxess Arena, Kolín nad Rýnem Návštěvnost: 18 537 |  |

| Zpráva                                            |                                                   |             | |                                                                                |
| Viktor Fasth                                      | Viktor Fasth                                      | Brankáři    | Andrej Vasilevskij                                                                                  | Rozhodčí: Anssi Salonen Daniel Stricker Čároví: Roman Kaderli Nathan Vanoosten |
| 14:40 Elias Lindholm (Victor Rask, Victor Hedman) | 14:40 Elias Lindholm (Victor Rask, Victor Hedman) | 1:0 1:1 1:2 | 3:58 Sergej Andronov (Alexandr Barabanov, Ivan Provorov) 65:00 Artěmij Panarin (rozhodující nájezd) | Rozhodčí: Anssi Salonen Daniel Stricker Čároví: Roman Kaderli Nathan Vanoosten |
| 4 min                                             | 4 min                                             | Tresty      | 2 min                                                                                               | Rozhodčí: Anssi Salonen Daniel Stricker Čároví: Roman Kaderli Nathan Vanoosten |
| 23                                                | 23                                                | Střely      | 30                                                                                                  | Rozhodčí: Anssi Salonen Daniel Stricker Čároví: Roman Kaderli Nathan Vanoosten |

| 5. května 2017 20:15 | USA | 1:2 (0:1, 0:0, 1:1) | Německo | Lanxess Arena, Kolín nad Rýnem Návštěvnost: 18 688 |  |

| Zpráva                                           |                                                  |             | |                                                                          |
| Jimmy Howard                                     | Jimmy Howard                                     | Brankáři    | Thomas Greiss                                                                                                | Rozhodčí: Oliver Gouin Jozef Kubuš Čároví: Hannu Sormunen Libor Suchánek |
| 51:00 Connor Murphy (Dylan Larkin, Brock Nelson) | 51:00 Connor Murphy (Dylan Larkin, Brock Nelson) | 0:1 1:1 1:2 | 10:50 Tobias Rieder (Patrick Reimer, Dominik Kahun) 53:58 Patrick Hager (Dennis Seidenberg, Phillip Gogulla) | Rozhodčí: Oliver Gouin Jozef Kubuš Čároví: Hannu Sormunen Libor Suchánek |
| 4 min                                            | 4 min                                            | Tresty      | 4 min | Rozhodčí: Oliver Gouin Jozef Kubuš Čároví: Hannu Sormunen Libor Suchánek |
| 43                                               | 43                                               | Střely      | 27 | Rozhodčí: Oliver Gouin Jozef Kubuš Čároví: Hannu Sormunen Libor Suchánek |

| 6. května 2017 12:15 | Lotyšsko | 3:0 (0:0, 1:0, 2:0) | Dánsko | Lanxess Arena, Kolín nad Rýnem Návštěvnost: 13 453 |  |

| Zpráva | |             |        |                                                                             |
| Merylikins | Merylikins | Brankáři    | Dahm   | Rozhodčí: Linus Ohlund Daniel Stricker Čároví: Roman Kaderli Libor Suchánek |
| 23:08 Gints Meija (Artūrs Kulda) 41:48 Miks Indrašis (Jānis Sprukts, Roberts Bukarts) 52:40 Miks Indrašis (Roberts Bukarts, Uvis Jānis Balinskis) | 23:08 Gints Meija (Artūrs Kulda) 41:48 Miks Indrašis (Jānis Sprukts, Roberts Bukarts) 52:40 Miks Indrašis (Roberts Bukarts, Uvis Jānis Balinskis) | 1:0 2:0 3:0 |        | Rozhodčí: Linus Ohlund Daniel Stricker Čároví: Roman Kaderli Libor Suchánek |
| 6 min | 6 min | Tresty      | 12 min | Rozhodčí: Linus Ohlund Daniel Stricker Čároví: Roman Kaderli Libor Suchánek |
| 35 | 35 | Střely      | 27     | Rozhodčí: Linus Ohlund Daniel Stricker Čároví: Roman Kaderli Libor Suchánek |

| 6. května 2017 16:15 | Slovensko | 3:2 PP (1:0, 0:1, 1:1 - 1:0) | Itálie | Lanxess Arena, Kolín nad Rýnem Návštěvnost: 12 229 |  |

| Zpráva | |                     |                                                                        |                                                                                   |
| Hudáček J. | Hudáček J. | Brankáři            | Bernard                                                                | Rozhodčí: Gouin Oliver Jeřábek Antonín Čároví: Leermakers Joep Otmachov Alexander |
| 6:58 Michal Miklík (Adam Jánošík, Peter Čerešňák) 58:56 Libor Hudáček (Michal Miklík, Michal Sersen) 62:45 Peter Čerešňák (Mario Bližňák, Dávid Skokan) | 6:58 Michal Miklík (Adam Jánošík, Peter Čerešňák) 58:56 Libor Hudáček (Michal Miklík, Michal Sersen) 62:45 Peter Čerešňák (Mario Bližňák, Dávid Skokan) | 1:0 1:1 1:2 2:2 3:2 | 35:06 Giovanni Morini (Luca Frigo) 42:41 Luca Frigo (Giulio Scandella) | Rozhodčí: Gouin Oliver Jeřábek Antonín Čároví: Leermakers Joep Otmachov Alexander |
| 2 min | 2 min | Tresty              | 8 min                                                                  | Rozhodčí: Gouin Oliver Jeřábek Antonín Čároví: Leermakers Joep Otmachov Alexander |
| 32 | 32 | Střely              | 19                                                                     | Rozhodčí: Gouin Oliver Jeřábek Antonín Čároví: Leermakers Joep Otmachov Alexander |

| 6. května 2017 20:15 | Německo | 2:7 (1:1, 1:3, 0:3) | Švédsko | Lanxess Arena, Kolín nad Rýnem Návštěvnost: 18 673 |  |

| Zpráva | |                                     | |                                                                          |
| Greiss, Aus den Briken                                                                                      | Greiss, Aus den Briken                                                                                      | Brankáři                            | Fasth | Rozhodčí: Roman Gofman Eduards Odinš Čároví: Ivan Dedioulia Brian Oliver |
| 16:14 Patrick Hager (Dennis Seidenberg, Yanis Ehliz) 25:26 Phillip Gogulla (Matthias Plachta, Felix Schütz) | 16:14 Patrick Hager (Dennis Seidenberg, Yanis Ehliz) 25:26 Phillip Gogulla (Matthias Plachta, Felix Schütz) | 0:1 1:1 1:2 2:2 2:3 2:4 2:5 2:6 2:7 | 6:56 Oliver Ekman-Larsson (Gabriel Landeskog) 20:23 Victor Rask (Victor Hedman, Anton Strålman) 35:14 Linus Omark (Marcus Krüger) 39:57 Jonas Brodin (William Nylander, Joel Eriksson Ek) 49:42 Gabriel Landeskog (Victor Rask, Carl Söderberg) 50:40 William Nylander (Anton Strålman) 51:59 William Nylander (Gabriel Landeskog) | Rozhodčí: Roman Gofman Eduards Odinš Čároví: Ivan Dedioulia Brian Oliver |
| 10 min | 10 min | Tresty                              | 10 min | Rozhodčí: Roman Gofman Eduards Odinš Čároví: Ivan Dedioulia Brian Oliver |
| 24 | 24 | Střely                              | 44 | Rozhodčí: Roman Gofman Eduards Odinš Čároví: Ivan Dedioulia Brian Oliver |

| 7. května 2017 12:15 | Itálie | 1:10 (0:2, 1:3, 0:5) | Rusko | Lanxess Arena, Kolín nad Rýnem Návštěvnost: 10 893 |  |

| Zpráva                                                 |                                                        |                                              | |                                                                        |
| Frederic Cloutier                                      | Frederic Cloutier                                      | Brankáři                                     | Andrei Vasilevski, Ilya Sorokin | Rozhodčí: Jozef Kubis Linus Ohlund Čároví: Brian Oliver Hannu Sormunen |
| 23:40 Tommaso Traversa (Anton Bernanrd) (Armin Helfer) | 23:40 Tommaso Traversa (Anton Bernanrd) (Armin Helfer) | 0:1 0:2 1:2 1:3 1:4 1:5 1:6 1:7 1:8 1:9 1:10 | 09:35 Sergej Andronov (Alexandr Barabanov) (Vladislav Gavrikov) 18:59 Jevgenij Dadonov (Artěmij Panarin) (Vadim Šipačov) 24:51 Nikita Kučerov (Vladislav Naměstnikov) (Nikita Gusev) 35:04 Vladislav Naměstnikov (Nikita Kučerov) 36:21 Artěmij Panarin (Sergej Mozjakin) (Vadim Šipačov) 43:39 Sergej Plotnikov (Nikita Kučerov) (Vladislav Naměstnikov) 45:29 Sergej Mozjakin (Vladim Šipačov) (Artěmij Panarin) 45:48 Vladislav Naměstnikov (Nikita Kučerov) (Nikita Gusev) 50:21 Artěmij Panarin (Sergej Mozjakin) (Vadim Šipačov) 58:54 Sergej Andronov (Alexandr Barabanov) (Ivan Provorov) | Rozhodčí: Jozef Kubis Linus Ohlund Čároví: Brian Oliver Hannu Sormunen |
| 12 min                                                 | 12 min                                                 | Tresty                                       | 6 min | Rozhodčí: Jozef Kubis Linus Ohlund Čároví: Brian Oliver Hannu Sormunen |
| 15                                                     | 15                                                     | Střely                                       | 36 | Rozhodčí: Jozef Kubis Linus Ohlund Čároví: Brian Oliver Hannu Sormunen |

| 7. května 2017 16:15 | USA | 7:2 (3:1, 3:1, 1:0) | Dánsko | Lanxess Arena, Kolín nad Rýnem Návštěvnost: 8 764 |  |

| Zpráva | |                                     |                                                                                       |
| 05:37 Anders Lee Johnny Gaudreau, Dylan Larkin 13:06 Clayton Keller Charlie McAvoy, Nick Schmaltz 18:59 Johnny Gaudreau Dylan Larkin 34:33 Clayton Keller Nick Bjugstad 37:09 Anders Lee Noah Hanifin, Jack Eichel 37:37 Brock Nelson Nick Schmaltz 53:00 Clayton Keller | 05:37 Anders Lee Johnny Gaudreau, Dylan Larkin 13:06 Clayton Keller Charlie McAvoy, Nick Schmaltz 18:59 Johnny Gaudreau Dylan Larkin 34:33 Clayton Keller Nick Bjugstad 37:09 Anders Lee Noah Hanifin, Jack Eichel 37:37 Brock Nelson Nick Schmaltz 53:00 Clayton Keller | 1:0 2:0 2:1 3:1 3:2 4:2 5:2 6:2 7:2 | 16:10 Morten Madsen Nikolaj Ehlers, Jesper Jensen 21:08 Nichlas Hardt Julian Jakobsen |

| 7. května 2017 20:15 | Lotyšsko | 3:1 (1:0, 1:0, 1:1) | Slovensko | Lanxess Arena, Kolín nad Rýnem Návštěvnost: 8 149 |  |

| Zpráva | |                 |                                                        |                                                                                  |
| Elvis Merzļikins | Elvis Merzļikins | Brankáři        | Ján Laco                                               | Rozhodčí: Roman Gofman Anssi Salonen Čároví: Alexander Otmachov Nathan Vanoosten |
| 10:24 Jānis Sprukts (Rihards Bukarts, Zemgus Girgensons) 27:26 Zemgus Girgensons (Rihards Bukarts, Roberts Bukarts) 50:36 Andris Džeriņš (Oskars Cibuļskis, Kaspars Daugaviņš) | 10:24 Jānis Sprukts (Rihards Bukarts, Zemgus Girgensons) 27:26 Zemgus Girgensons (Rihards Bukarts, Roberts Bukarts) 50:36 Andris Džeriņš (Oskars Cibuļskis, Kaspars Daugaviņš) | 1:0 2:0 2:1 3:1 | 49:09 Michal Miklík (Vladimír Dravecký, Marcel Haščák) | Rozhodčí: Roman Gofman Anssi Salonen Čároví: Alexander Otmachov Nathan Vanoosten |
| 12 min | 12 min | Tresty          | 37 min                                                 | Rozhodčí: Roman Gofman Anssi Salonen Čároví: Alexander Otmachov Nathan Vanoosten |
| 22 | 22 | Střely          | 30                                                     | Rozhodčí: Roman Gofman Anssi Salonen Čároví: Alexander Otmachov Nathan Vanoosten |

| 8. května 2017 16:15 | Německo | 3:6 (0:3, 0:2, 3:1) | Rusko | Lanxess Arena, Kolín nad Rýnem Návštěvnost: 18 734 |  |

| Zpráva | |                                     | |
| 45:53 Brooks Macek Moritz Müller, Dennis Seidenberg 48:34 Phillip Gogulla Christian Ehrhoff, Dominik Kahun 59:10 Frederik Tiffels Marcus Kink, Dennis Seidenberg | 45:53 Brooks Macek Moritz Müller, Dennis Seidenberg 48:34 Phillip Gogulla Christian Ehrhoff, Dominik Kahun 59:10 Frederik Tiffels Marcus Kink, Dennis Seidenberg | 0:1 0:2 0:3 0:4 0:5 1:5 2:5 2:6 3:6 | 01:04 Vadim Šipačov Jevgenij Dadonov, Artěmij Panarin 17:10 Vadim Šipačov Nikita Gusev, Artěmij Panarin 18:15 Sergej Plotnikov Ivan Provorov, Viktor Antipin 31:10 Nikita Gusev Artěmij Panarin, Anton Bělov 35:16 Nikita Kučerov 51:40 Nikita Kučerov Artěmij Panarin |

| 8. května 2017 20:15 | USA | 4:3 (2:3, 1:0, 1:0) | Švédsko | Lanxess Arena, Kolín nad Rýnem Návštěvnost: 18 398 |  |

| Zpráva | |                             | |                                                                            |
| | | Brankáři                    | | Rozhodčí: Jozef Kubuš Daniel Stricker Čároví: Roman Kaderli Hannu Sormunen |
| 03:21 Clayton Keller (Jack Eichel, Jacob Trouba) 18:02 Johnny Gaudreau (Dylan Larkin) 22:57 Johnny Gaudreau (Jack Eichel, Anders Lee) 51:47 J. T. Compher (Connor Murphy, Dylan Larkin) | 03:21 Clayton Keller (Jack Eichel, Jacob Trouba) 18:02 Johnny Gaudreau (Dylan Larkin) 22:57 Johnny Gaudreau (Jack Eichel, Anders Lee) 51:47 J. T. Compher (Connor Murphy, Dylan Larkin) | 0:1 1:1 1:2 2:2 2:3 3:3 4:3 | 02:14 Elias Lindholm (Anton Strålman) 13:23 Elias Lindholm (Oliver Ekman-Larsson) 18:47 Victor Hedman (Joakim Nordström, Carl Klingberg) | Rozhodčí: Jozef Kubuš Daniel Stricker Čároví: Roman Kaderli Hannu Sormunen |
| 12 min | 12 min | Tresty                      | 6 min | Rozhodčí: Jozef Kubuš Daniel Stricker Čároví: Roman Kaderli Hannu Sormunen |
| 27 | 27 | Střely                      | 42 | Rozhodčí: Jozef Kubuš Daniel Stricker Čároví: Roman Kaderli Hannu Sormunen |

| 9. května 2017 16:15 | Itálie | 1:2 (1:1, 0:0, 0:1) | Lotyšsko | Lanxess Arena, Kolín nad Rýnem Návštěvnost: 6 332 |  |

| Zpráva                             |                                    |             |                                                                                                 |                                                                                |
| Andreas Bernard                    | Andreas Bernard                    | Brankáři    | Elvis Merzļikins                                                                                | Rozhodčí: Brett Iverson Tobias Wehrli Čároví: Ivan Dedyulya Alexander Otmachov |
| 03:38 Marco Insam Tommaso Traversa | 03:38 Marco Insam Tommaso Traversa | 1:0 1:1 1:2 | 12:09 Andris Džeriņš (Guntis Galvinš, Kaspars Daugaviņš) 58:41 Andris Džeriņš (Roberts Bukarts) | Rozhodčí: Brett Iverson Tobias Wehrli Čároví: Ivan Dedyulya Alexander Otmachov |
| 2 min                              | 2 min                              | Tresty      | 6 min                                                                                           | Rozhodčí: Brett Iverson Tobias Wehrli Čároví: Ivan Dedyulya Alexander Otmachov |
| 21                                 | 21                                 | Střely      | 24                                                                                              | Rozhodčí: Brett Iverson Tobias Wehrli Čároví: Ivan Dedyulya Alexander Otmachov |

| 9. května 2017 20:15 | Slovensko | 3:4 SN (0:1, 0:2, 3:0 - 0:0 - 0:1) | Dánsko | Lanxess Arena, Kolín nad Rýnem Návštěvnost: 4 454 |  |

| Zpráva | |                             | |                                                                          |
| Julius Hudáček | Julius Hudáček | Brankáři                    | Sebastian Dahm | Rozhodčí: Mark Lemelin Marcus Linde Čároví: Joep Leermakers Brian Oliver |
| 41:22 Martin Gernát (Michel Miklík, Marcel Haščák) 46:05 Mário Bližňák (Marcel Haščák, Vladimír Dravecký) 51:53 Michel Miklík (Peter Čerešňák, Vladimír Dravecký) | 41:22 Martin Gernát (Michel Miklík, Marcel Haščák) 46:05 Mário Bližňák (Marcel Haščák, Vladimír Dravecký) 51:53 Michel Miklík (Peter Čerešňák, Vladimír Dravecký) | 0:1 0:2 0:3 1:3 2:3 3:3 3:4 | 16:20 Nichlas Hardt (Frederik Storm, Morten Green) 24:46 Patrick Russell (Mathias Bau Hansen) 39:58 Morten Poulsen (Oliver Lauridsen, Morten Green) 65:00 Morten Green (rozhodující nájezd) | Rozhodčí: Mark Lemelin Marcus Linde Čároví: Joep Leermakers Brian Oliver |
| 14 min | 14 min | Tresty                      | 16 min | Rozhodčí: Mark Lemelin Marcus Linde Čároví: Joep Leermakers Brian Oliver |
| 32 | 32 | Střely                      | 26 | Rozhodčí: Mark Lemelin Marcus Linde Čároví: Joep Leermakers Brian Oliver |

| 10. května 2017 16:15 | USA | 3:0 (1:0, 2:0, 0:0) | Itálie | Lanxess Arena, Kolín nad Rýnem Návštěvnost: 7 168 |  |

| Zpráva                                                                                            |                                                                                                   |             |                 |                                                                          |
| Jimmy Howard                                                                                      | Jimmy Howard                                                                                      | Brankáři    | Andreas Bernard | Rozhodčí: Jan Hribik Marcus Linde Čároví: Gleb Lazarev Andreas Malmqvist |
| 05:17 Brock Nelson 25:53 Brock Nelson Dylan Larkin 27:47 Anders Lee Johnny Gaudreau, Dylan Larkin | 05:17 Brock Nelson 25:53 Brock Nelson Dylan Larkin 27:47 Anders Lee Johnny Gaudreau, Dylan Larkin | 1:0 2:0 3:0 |                 | Rozhodčí: Jan Hribik Marcus Linde Čároví: Gleb Lazarev Andreas Malmqvist |
| 4 min                                                                                             | 4 min                                                                                             | Tresty      | 6 min           | Rozhodčí: Jan Hribik Marcus Linde Čároví: Gleb Lazarev Andreas Malmqvist |
| 32                                                                                                | 32                                                                                                | Střely      | 8               | Rozhodčí: Jan Hribik Marcus Linde Čároví: Gleb Lazarev Andreas Malmqvist |

| 10. května 2017 20:15 | Slovensko | 2:3 SN (1:0, 1:2, 0:0 - 0:0 - 0:1) | Německo | Lanxess Arena, Kolín nad Rýnem Návštěvnost: 17 647 |  |

| Zpráva                                                                              |                                                                                     |                     | |                                                                            |
| Július Hudáček                                                                      | Július Hudáček                                                                      | Brankáři            | Thomas Greiss (do 9. min.) Danny aus den Birken (od 9. min.)                                                                                | Rozhodčí: Stefan Fonselius Brett Iverson Čároví: Rene Jensen Judson Ritter |
| 09:23 Tomáš Matoušek Tomáš Zigo, Eduard Šedivý 21:58 Libor Hudáček Michal Čajkovský | 09:23 Tomáš Matoušek Tomáš Zigo, Eduard Šedivý 21:58 Libor Hudáček Michal Čajkovský | 1:0 2:0 2:1 2:2 2:3 | 36:11 Patrick Reimer Christian Ehrhoff, Dominik Kahun 36:38 Yanis Ehliz Dennis Seidenberg, Moritz Müller 65:00 rozhodující SN Dominik Kahun | Rozhodčí: Stefan Fonselius Brett Iverson Čároví: Rene Jensen Judson Ritter |
| 4 min                                                                               | 4 min                                                                               | Tresty              | 4 min | Rozhodčí: Stefan Fonselius Brett Iverson Čároví: Rene Jensen Judson Ritter |
| 28                                                                                  | 28                                                                                  | Střely              | 31 | Rozhodčí: Stefan Fonselius Brett Iverson Čároví: Rene Jensen Judson Ritter |

| 11. května 2017 16:15 | Rusko | 3:0 (0:0, 3:0, 0:0) | Dánsko | Lanxess Arena, Kolín nad Rýnem Návštěvnost: 6 932 |  |

| Zpráva | |             |                |                                                                                  |
| Andrej Vasilevskij | Andrej Vasilevskij | Brankáři    | Georg Sørensen | Rozhodčí: Stephen Reneau Tobias Wehrli Čároví: Lukas Kohlmüller Miroslav Lhotský |
| Bogdan Kiselevič (Artěmij Panarin, Nikita Kučerov) - 35:36 Sergej Plotnikov (Sergej Andronov, Ivan Tělegin) - 35:53 Nikita Gusev (Vadim Šipačov, Jevgenij Dadonov) - 36:46 | Bogdan Kiselevič (Artěmij Panarin, Nikita Kučerov) - 35:36 Sergej Plotnikov (Sergej Andronov, Ivan Tělegin) - 35:53 Nikita Gusev (Vadim Šipačov, Jevgenij Dadonov) - 36:46 | 1:0 2:0 3:0 |                | Rozhodčí: Stephen Reneau Tobias Wehrli Čároví: Lukas Kohlmüller Miroslav Lhotský |
| 2 min | 2 min | Tresty      | 4 min          | Rozhodčí: Stephen Reneau Tobias Wehrli Čároví: Lukas Kohlmüller Miroslav Lhotský |
| 33 | 33 | Střely      | 21             | Rozhodčí: Stephen Reneau Tobias Wehrli Čároví: Lukas Kohlmüller Miroslav Lhotský |

| 11. května 2017 20:15 | Švédsko | 2:0 (1:0, 0:0, 1:0) | Lotyšsko | Lanxess Arena, Kolín nad Rýnem Návštěvnost: 8 276 |  |

| Zpráva                                                                                      |                                                                                             |          |                  |                                                                               |
| Eddie Läck                                                                                  | Eddie Läck                                                                                  | Brankáři | Elvis Merzļikins | Rozhodčí: Mark Lemelin Daniel Piechaczek Čároví: Peter Šefčík Sakari Suominen |
| Gabriel Landeskog (Victor Rask, Elias Lindholm) - 9:13 Elias Lindholm (Victor Rask) - 56:42 | Gabriel Landeskog (Victor Rask, Elias Lindholm) - 9:13 Elias Lindholm (Victor Rask) - 56:42 | 1:0 2:0  |                  | Rozhodčí: Mark Lemelin Daniel Piechaczek Čároví: Peter Šefčík Sakari Suominen |
| 16 min                                                                                      | 16 min                                                                                      | Tresty   | 6 min            | Rozhodčí: Mark Lemelin Daniel Piechaczek Čároví: Peter Šefčík Sakari Suominen |
| 30                                                                                          | 30                                                                                          | Střely   | 19               | Rozhodčí: Mark Lemelin Daniel Piechaczek Čároví: Peter Šefčík Sakari Suominen |

| 12. května 2017 16:15 | Švédsko | 8:1 (2:0, 1:1, 5:0) | Itálie | Lanxess Arena, Kolín nad Rýnem Návštěvnost: 10 878 |  |

| Zpráva | |          |                                                     |  |
| Victor Fasth | Victor Fasth | Brankáři | Frederic Cloutier                                   |  |
| 03:24 Victor Rask Elias Lindholm 08:34 Philip Holm William Nylander, Jonas Brodin 29:52 Dennis Everberg Jonas Brodin, Philip Holm 40:41 Elias Lindholm Gabriel Landeskog, Anton Strålman 50:09 Linus Omark Carl Söderberg, Alexander Edler 54:53 Carl Klingberg Joakim Nordström 56:51 Joel Eriksson Ek William Nylander 58:25 John Klingberg Philip Holm, William Nylander | 03:24 Victor Rask Elias Lindholm 08:34 Philip Holm William Nylander, Jonas Brodin 29:52 Dennis Everberg Jonas Brodin, Philip Holm 40:41 Elias Lindholm Gabriel Landeskog, Anton Strålman 50:09 Linus Omark Carl Söderberg, Alexander Edler 54:53 Carl Klingberg Joakim Nordström 56:51 Joel Eriksson Ek William Nylander 58:25 John Klingberg Philip Holm, William Nylander |          | 23:50 Giovanni Morini Giulio Scandella, Marco Insam |  |

| 12. května 2017 20:15 | Dánsko | 3:2 PP (2:2, 0:0, 0:0 - 1:0) | Německo | Lanxess Arena, Kolín nad Rýnem Návštěvnost: 18 629 |  |

| Zpráva | |          | |  |
| Sebastian Dahm | Sebastian Dahm | Brankáři | Danny aus den Birken                                                                                    |  |
| 16:09 Frederik Storm Emil Kristensen, Julian Jakobsen 16:34 Morten Poulsen Mads Christensen 61:40 Peter Regin Nikolaj Ehlers, Sebastian Dahm | 16:09 Frederik Storm Emil Kristensen, Julian Jakobsen 16:34 Morten Poulsen Mads Christensen 61:40 Peter Regin Nikolaj Ehlers, Sebastian Dahm |          | 08:26 Patrick Reimer Yanis Ehliz, Dennis Seidenberg 09:43 Brooks Macek Yannic Seidenberg, Dominik Kahun |  |

| 13. května 2017 12:15 | Lotyšsko | 3:5 (1:0, 2:3, 0:2) | USA | Lanxess Arena, Kolín nad Rýnem Návštěvnost: 17 936 |  |

| Zpráva | |          | |  |
| Elvis Merzļikins | Elvis Merzļikins | Brankáři | Connor Hellebuyck |  |
| 11:23 Teodors Bļugers Māris Bičevskis 20:07 Kaspars Daugaviņš Andris Džeriņš, Roberts Bukarts 31:37 Oskars Cibuļskis Miks Indrašis | 11:23 Teodors Bļugers Māris Bičevskis 20:07 Kaspars Daugaviņš Andris Džeriņš, Roberts Bukarts 31:37 Oskars Cibuļskis Miks Indrašis |          | 29:00 J.T. Compher Anders Lee 33:44 Nick Bjugstad Nick Schmaltz, Clayton Keller 38:37 Johnny Gaudreau Jacob Trouba, Nick Bjugstad 56:38 Andrew Copp Connor Hellebuyck 58:58 Dylan Larkin |  |

| 13. května 2017 16:15 | Rusko | 6:0 (3:0, 2:0, 1:0) | Slovensko | Lanxess Arena, Kolín nad Rýnem Návštěvnost: 18 591 |  |

| Zpráva |                    |          |                |                                                                                 |
| Andrej Vasilevskij | Andrej Vasilevskij | Brankáři | Július Hudáček | Rozhodčí: Mark Lemelin Daniel Piechaczek Čároví: Lukas Kohlmuller Judson Ritter |
| 01:12 Jevgenij Dadonov Nikita Gusev, Vadim Šipačov 13:32 Jevgenij Dadonov Nikita Gusev, Vadim Šipačov 19:19 Andrej Mironov 22:53 Nikita Kučerov Vladimir Tkačov, Bogdan Kiselevič 32:50 Ivan Tělegin Arťom Zub, Sergej Plotnikov 55:47 Vladislav Gavrikov Vadim Šipačov, Jevgenij Dadonov |                    |          |                | Rozhodčí: Mark Lemelin Daniel Piechaczek Čároví: Lukas Kohlmuller Judson Ritter |

| 13. května 2017 20:15 | Itálie | 1:4 (1:2, 0:2, 0:0) | Německo | Lanxess Arena, Kolín nad Rýnem Návštěvnost: 18 712 |  |

| Zpráva                                                   |                                                          |          | |  |
| Andreas Bernard                                          | Andreas Bernard                                          | Brankáři | Danny aus den Birken |  |
| 04:21 Michele Marchetti Simon Kostner, Stefano Marchetti | 04:21 Michele Marchetti Simon Kostner, Stefano Marchetti |          | 03:34 Christian Ehrhoff Leon Draisaitl 18:16 Matthias Plachta Dennis Seidenberg, Dominik Kahun 22:46 Yannic Seidenberg Frank Hördler 26:00 Dominik Kahun Yannic Seidenberg |  |

| 14. května 2017 16:15 | Slovensko | 1:6 (0:1, 1:3, 0:2) | USA | Lanxess Arena, Kolín nad Rýnem Návštěvnost: 13 267 |  |

| Zpráva                                               |                                                      |          | |  |
| Július Hudáček                                       | Július Hudáček                                       | Brankáři | Jimmy Howard |  |
| 30:40 Martin Gernát Libor Hudáček, Vladimír Dravecký | 30:40 Martin Gernát Libor Hudáček, Vladimír Dravecký |          | 08:12 Clayton Keller Anders Lee, Brady Skjei 25:57 Johnny Gaudreau Kevin Hayes 36:04 Christian Dvorak Johnny Gaudreau 38:01 Jacob Trouba 42:16 Johnny Gaudreau Kevin Hayes 47:23 Anders Lee Jack Eichel, Noah Hanifin |  |

| 14. května 2017 20:15 | Dánsko | 2:4 (0:1, 0:2, 2:1) | Švédsko | Lanxess Arena, Kolín nad Rýnem Návštěvnost: 10 314 |  |

| Zpráva                                                                                |                                                                                       |          | |  |
| George Sörensen                                                                       | George Sörensen                                                                       | Brankáři | Henrik Lundqvist |  |
| 49:11 Morten Madsen Nikolaj Ehlers 55:17 Markus Lauridsen Nikolaj Ehlers, Peter Regin | 49:11 Morten Madsen Nikolaj Ehlers 55:17 Markus Lauridsen Nikolaj Ehlers, Peter Regin |          | 02:19 Joel Lundqvist Marcus Krüger, Joel Eriksson Ek 35:20 William Nylander John Klingberg, Oscar Lindberg 39:06 William Nylander Nicklas Bäckström 57:31 Nicklas Bäckström John Klingberg, William Nylander |  |

| 15. května 2017 16:15 | Dánsko | 2:0 (0:0, 0:0, 2:0) | Itálie | Lanxess Arena, Kolín nad Rýnem Návštěvnost: 5 653 |  |

| Zpráva                                                                 |                |          |                 |  |
| Sebastian Dahm                                                         | Sebastian Dahm | Brankáři | Andreas Bernard |  |
| 57:36 Nichlas Hardt Frederik Storm , Julian Jakobsen 58:47 Peter Regin |                |          |                 |  |

| 15. května 2017 20:15 | Rusko | 5:0 (2:0, 2:0, 1:0) | Lotyšsko | Lanxess Arena, Kolín nad Rýnem Návštěvnost: 16 439 |  |

| Zpráva |              |          |                 |  |
| Ilja Sorokin | Ilja Sorokin | Brankáři | Ivars Punnenovs |  |
| 12:10 Bogdan Kiselevič Artěmij Panarin, Vladislav Naměstnikov 18:41 Ivan Tělegin Sergej Plotnikov 20:57 Vladislav Naměstnikov Artěmij Panarin, Nikita Kučerov 39:00 Nikita Kučerov Artěmij Panarin, Anton Bělov 53:17 Anton Bělov Nikita Gusev, Vadim Šipačov |              |          |                 |  |

| 16. května 2017 12:15 | Švédsko | 4:2 (2:0, 1:1, 1:1) | Slovensko | Lanxess Arena, Kolín nad Rýnem Návštěvnost: 10 259 |  |

| Zpráva | |          |                                                                                   |  |
| Henrik Lundqvist | Henrik Lundqvist | Brankáři | Julius Hudáček                                                                    |  |
| 04:02 William Nylander Nicklas Bäckström, John Klingberg 08:14 Oliver Ekman-Larsson, Dennis Everberg, William Karlsson 25:45 Dennis Everberg, William Karlsson 59:28 William Karlsson Alexander Edler, Victor Hedman | 04:02 William Nylander Nicklas Bäckström, John Klingberg 08:14 Oliver Ekman-Larsson, Dennis Everberg, William Karlsson 25:45 Dennis Everberg, William Karlsson 59:28 William Karlsson Alexander Edler, Victor Hedman |          | 24:08 Tomáš Matoušek Pavol Skalický, Tomáš Zigo 41:34 Andrej Kudrna, Lukáš Cingeľ |  |

| 16. května 2017 16:15 | Rusko | 3:5 (1:0, 2:3, 0:2) | USA | Lanxess Arena, Kolín nad Rýnem Návštěvnost: 18 756 |  |

| Zpráva | |          | |  |
| Andrej Vasilevskij | Andrej Vasilevskij | Brankáři | Jimmy Howard |  |
| 12:29 Nikita Gusev Bogdan Kiselevič 27:33 Anton Bělov Sergej Plotnikov, Sergej Andronov 36:15 Nikita Gusev Vadim Šipačov, Jevgenij Dadonov | 12:29 Nikita Gusev Bogdan Kiselevič 27:33 Anton Bělov Sergej Plotnikov, Sergej Andronov 36:15 Nikita Gusev Vadim Šipačov, Jevgenij Dadonov |          | 21:00 Kevin Hayes Brock Nelson, Clayton Keller 32:18 Dylan Larkin Brock Nelson 37:43 Kevin Hayes Johnny Gaudreau, Nick Bjugstad 52:57 Anders Lee Johnny Gaudreau, Jack Eichel 59:38 Brock Nelson Dylan Larkin |  |

| 16. května 2017 20:15 | Německo | 4:3 SN (0:0, 2:1, 1:2 - 0:0 - 1:0) | Lotyšsko | Lanxess Arena, Kolín nad Rýnem Návštěvnost: 18 797 |  |

| Zpráva | |          | |  |
| Philipp Grubauer | Philipp Grubauer | Brankáři | Elvis Merzļikins |  |
| 31:02 David Wolf Christian Ehrhoff, Patrick Reimer 31:29 Dennis Seidenberg Marcus Kink, Moritz Müller 59:27 Felix Schütz Leon Draisaitl 65:00 rozhodující SN Frederik Tiffels | 31:02 David Wolf Christian Ehrhoff, Patrick Reimer 31:29 Dennis Seidenberg Marcus Kink, Moritz Müller 59:27 Felix Schütz Leon Draisaitl 65:00 rozhodující SN Frederik Tiffels |          | 38:42 Gunārs Skvorcovs Kristaps Sotnieks 48:22 Jānis Sprukts Miks Indrašis, Kristaps Sotnieks 56:08 Andris Džeriņš Uvis Jānis Balinskis, Roberts Bukarts |  |

### Skupina B – Paříž

#### Tabulka
|  | Týmy postupující do čtvrtfinále |
|  | Tým sestupující do Divize 1     |

| Poř. | Tým       | Z | V | VP | PP | P | GV | GI | +/- | B  |
| ---- | --------- | - | - | -- | -- | - | -- | -- | --- | -- |
| 1.   | Kanada    | 7 | 6 | 0  | 1  | 0 | 32 | 10 | 22  | 19 |
| 2.   | Švýcarsko | 7 | 3 | 2  | 2  | 0 | 22 | 14 | 8   | 15 |
| 3.   | Česko     | 7 | 3 | 2  | 0  | 2 | 23 | 14 | 9   | 13 |
| 4.   | Finsko    | 7 | 2 | 2  | 1  | 2 | 20 | 22 | -2  | 11 |
| 5.   | Francie   | 7 | 2 | 2  | 0  | 3 | 23 | 19 | 4   | 10 |
| 6.   | Norsko    | 7 | 2 | 0  | 2  | 3 | 13 | 19 | -6  | 8  |
| 7.   | Bělorusko | 7 | 2 | 0  | 1  | 4 | 15 | 27 | -12 | 7  |
| 8.   | Slovinsko | 7 | 0 | 0  | 1  | 6 | 13 | 36 | -23 | 1  |

#### Zápasy
| 5. května 2017 16:15 | Finsko | 3:2 (2:0, 0:1, 1:1) | Bělorusko | AccorHotels Arena, Paříž Návštěvnost: 5 078 |  |

| Zpráva | |                     | |                                                                              |
| Joonas Korpisalo | Joonas Korpisalo | Brankáři            | Kevin Lalande                                                                                               | Rozhodčí: Jan Hribik Daniel Piechaczek Čároví: Rene Jensen Andreas Malmqvist |
| Sebastian Aho (Valtteri Filppula) – 02:43 Oskar Osala – 05:09 Veli-Matti Savinainen (Mikko Rantanen, Sebastian Aho) – 49:15 | Sebastian Aho (Valtteri Filppula) – 02:43 Oskar Osala – 05:09 Veli-Matti Savinainen (Mikko Rantanen, Sebastian Aho) – 49:15 | 1:0 2:0 2:1 2:2 3:2 | 38:08 – Jegor Šarangovič (Michail Stefanovič) 44:32 – Jevgenij Kovyršin (Roman Graborenko, Andrej Kosticyn) | Rozhodčí: Jan Hribik Daniel Piechaczek Čároví: Rene Jensen Andreas Malmqvist |
| 4 min | 4 min | Tresty              | 6 min | Rozhodčí: Jan Hribik Daniel Piechaczek Čároví: Rene Jensen Andreas Malmqvist |
| 24 | 24 | Střely              | 24 | Rozhodčí: Jan Hribik Daniel Piechaczek Čároví: Rene Jensen Andreas Malmqvist |

| 5. května 2017 20:15 | Česko | 1:4 (0:1,0:1,1:2) | Kanada | AccorHotels Arena, Paříž Návštěvnost: 8 834 |  |

| Zpráva                                      |                                             |                     | |                                                                              |
| Petr Mrázek                                 | Petr Mrázek                                 | Brankáři            | Calvin Pickard | Rozhodčí: Stefan Fonselius Stephen Reneau Čároví: Gleb Lazarev Judson Ritter |
| 52:41 Lukáš Radil (Jan Kovář,Jakub Voráček) | 52:41 Lukáš Radil (Jan Kovář,Jakub Voráček) | 0:1 0:2 1:2 1:3 1:4 | 06:09 Ryan O'Reilly (Mark Scheifele, Tyson Barrie) 20:55 Michael Matheson (Jeff Skinner, Claude Giroux) 54:50 Tyson Barrie (Travis Konecny) 59:17 PP Jeff Skinner | Rozhodčí: Stefan Fonselius Stephen Reneau Čároví: Gleb Lazarev Judson Ritter |
| 6 min                                       | 6 min                                       | Tresty              | 10 min | Rozhodčí: Stefan Fonselius Stephen Reneau Čároví: Gleb Lazarev Judson Ritter |
| 29                                          | 29                                          | Střely              | 28 | Rozhodčí: Stefan Fonselius Stephen Reneau Čároví: Gleb Lazarev Judson Ritter |

| 6. května 2017 12:15 | Švýcarsko | 5:4 SN (4:0, 0:1, 0:3 - 0:0 - 1:0) | Slovinsko | AccorHotels Arena, Paříž Návštěvnost: 4 922 |  |

| Zpráva | |                                     | |                                                                      |
| Jonas Hiller | Jonas Hiller | Brankáři                            | Gašper Krošelj Matija Pintarič | Rozhodčí: Jan Hribik Marcus Linde Čároví: Judson Ritter Peter Šefčík |
| Andres Ambühl (Pius Suter) – 10:49 Gaëtan Haas (Vincent Praplan, Joël Genazzi) – 11:01 Romain Loeffel (Denis Hollenstein, Vincent Praplan) – 16:59 Simon Bodenmann (Damien Brunner, Tanner Richard) – 17:47 Damien Brunner (rozhodující nájezd) | Andres Ambühl (Pius Suter) – 10:49 Gaëtan Haas (Vincent Praplan, Joël Genazzi) – 11:01 Romain Loeffel (Denis Hollenstein, Vincent Praplan) – 16:59 Simon Bodenmann (Damien Brunner, Tanner Richard) – 17:47 Damien Brunner (rozhodující nájezd) | 1:0 2:0 3:0 4:0 4:1 4:2 4:3 4:4 5:4 | 38:31 – Jan Muršak (Andrej Tavželj) 45:50 – Žiga Jeglič (Robert Sabolič, Aleš Kranjc) 54:02 – Jan Urbas (Ken Ograjenšek, Klemen Pretnar) 55:23 – Robert Sabolič (Rok Tičar) | Rozhodčí: Jan Hribik Marcus Linde Čároví: Judson Ritter Peter Šefčík |
| 16 min | 16 min | Tresty                              | 10 min | Rozhodčí: Jan Hribik Marcus Linde Čároví: Judson Ritter Peter Šefčík |
| 33 | 33 | Střely                              | 23 | Rozhodčí: Jan Hribik Marcus Linde Čároví: Judson Ritter Peter Šefčík |

| 6. května 2017 16:15 | Bělorusko | 1:6 (0:2, 1:1, 0:3) | Česko | AccorHotels Arena, Paříž Návštěvnost: 6 635 |  |

| Zpráva                                                       |                                                              |                             | |                                                                           |
| Kevin Lalande, Michail Karnauchov                            | Kevin Lalande, Michail Karnauchov                            | Brankáři                    | Pavel Francouz | Rozhodčí: Brett Iverson Mark Lemelin Čároví: Rene Jensen Lukas Kohlmüller |
| 21:13 Alexandr Pavlovič (Jevgenij Lisovec, Vladimir Děnisov) | 21:13 Alexandr Pavlovič (Jevgenij Lisovec, Vladimir Děnisov) | 0:1 0:2 1:2 1:3 1:4 1:5 1:6 | 13:16 Petr Vrána (Michal Birner, Michal Řepík) 17:30 Radko Gudas (Jakub Voráček) 35:38 Roman Červenka (Roman Horák, Jakub Jeřábek) 47:26 Radim Šimek (Jakub Voráček, Lukáš Radil) 49:37 Jakub Voráček (David Pastrňák, Tomáš Kundrátek) 59:44 Michal Kempný (Robin Hanzl, Tomáš Zohorna) | Rozhodčí: Brett Iverson Mark Lemelin Čároví: Rene Jensen Lukas Kohlmüller |
| 16 min                                                       | 16 min                                                       | Tresty                      | 12 min | Rozhodčí: Brett Iverson Mark Lemelin Čároví: Rene Jensen Lukas Kohlmüller |
| 7                                                            | 7                                                            | Střely                      | 45 | Rozhodčí: Brett Iverson Mark Lemelin Čároví: Rene Jensen Lukas Kohlmüller |

| 6. května 2017 20:15 | Norsko | 3:2 (0:0, 2:1, 1:1) | Francie                                                                  | AccorHotels Arena, Paříž Návštěvnost: 7 893                                        |  |
| Lars Haugen | Lars Haugen | Brankáři            | Cristobal Huet                                                           | Rozhodčí: Daniel Piechaczek Tobias Wehrli Čároví: Sakari Suominen Miroslav Lhotský |  |
| 25:13 Ken Andre Olimb (Mathis Olimb, Patrick Thoresen) 29:41 Patrick Thoresen (Mathis Olimb, Ken Andre Olimb) 49:49 Patrick Thoresen (Alexander Reichenberg) | 25:13 Ken Andre Olimb (Mathis Olimb, Patrick Thoresen) 29:41 Patrick Thoresen (Mathis Olimb, Ken Andre Olimb) 49:49 Patrick Thoresen (Alexander Reichenberg) | 1:0 2:0 2:1 3:1 3:2 | 38:14 Stéphane Da Costa (Fleury) 49:59 Stéphane Da Costa (Auvitu, Besch) | Rozhodčí: Daniel Piechaczek Tobias Wehrli Čároví: Sakari Suominen Miroslav Lhotský |  |
| 10 min | 10 min | Tresty              | 12 min                                                                   | Rozhodčí: Daniel Piechaczek Tobias Wehrli Čároví: Sakari Suominen Miroslav Lhotský |  |
| 24 | 24 | Střely              | 24                                                                       | Rozhodčí: Daniel Piechaczek Tobias Wehrli Čároví: Sakari Suominen Miroslav Lhotský |  |

| 7. května 2017 12:15 | Slovinsko | 2:7 (0:3, 1:3, 1:1) | Kanada | AccorHotels Arena, Paříž Návštěvnost: 9 128 |  |

| Zpráva                                                                                      |                                                                                             |                                     | |                                                                                 |
| Gašper Krošelj                                                                              | Gašper Krošelj                                                                              | Brankáři                            | Chad Johnson | Rozhodčí: Mark Lemelin Tobias Wehrli Čároví: Lukas Kohlmüller Andreas Malmqvist |
| 35:44 Jan Muršak Robert Sabolič, Klemen Pretnar 57:55 Jan Urbas Aleš Kranjc, Klemen Pretnar | 35:44 Jan Muršak Robert Sabolič, Klemen Pretnar 57:55 Jan Urbas Aleš Kranjc, Klemen Pretnar | 0:1 0:2 0:3 0:4 0:5 1:5 1:6 1:7 2:7 | 04:30 Tyson Barrie Wayne Simmonds, Travis Konecny 14:36 Nathan MacKinnon Jeff Skinner, Tyson Barrie 16:14 Brayden Point Travis Konecny 24:44 Nathan MacKinnon Claude Giroux, Calvin de Haan 25:43 Nathan MacKinnon Mitchell Marner, Tyson Barrie 37:11 Mitchell Marner Travis Konecny 47:07 Jeff Skinner Nathan MacKinnon, Tyson Barrie | Rozhodčí: Mark Lemelin Tobias Wehrli Čároví: Lukas Kohlmüller Andreas Malmqvist |
| 8 min                                                                                       | 8 min                                                                                       | Tresty                              | 8 min | Rozhodčí: Mark Lemelin Tobias Wehrli Čároví: Lukas Kohlmüller Andreas Malmqvist |
| 14                                                                                          | 14                                                                                          | Střely                              | 51 | Rozhodčí: Mark Lemelin Tobias Wehrli Čároví: Lukas Kohlmüller Andreas Malmqvist |

| 7. května 2017 16:15 | Finsko | 1:5 (0:1, 1:2, 0:2) | Francie | AccorHotels Arena, Paříž Návštěvnost: 11 433 |  |

| Zpráva                                               |                                                      |                         | |                                                                        |
| Joonas Korpisalo                                     | Joonas Korpisalo                                     | Brankáři                | Florian Hardy | Rozhodčí: Brett Iverson Marcus Linde Čároví: Gleb Lazarev Peter Sefcik |
| 21:33 Mikko Lehtonen Antti Pihlström, Mikko Rantanen | 21:33 Mikko Lehtonen Antti Pihlström, Mikko Rantanen | 0:1 1:1 1:2 1:3 1:4 1:5 | 14:17 Pierre-Edouard Bellemare Antony Rech, Laurent Meunier 33:58 Antonie Roussel Pierre-Edouard Bellemare 38:49 Valentin Claireaux Jonathan Janil, Antony Rech 48:27 Antonie Roussel Anthony Rech 57:49 Damien Fleury Teddy Da Costa | Rozhodčí: Brett Iverson Marcus Linde Čároví: Gleb Lazarev Peter Sefcik |
| 8 min                                                | 8 min                                                | Tresty                  | 10 (+10 min Roussel) min | Rozhodčí: Brett Iverson Marcus Linde Čároví: Gleb Lazarev Peter Sefcik |
| 43                                                   | 43                                                   | Střely                  | 26 | Rozhodčí: Brett Iverson Marcus Linde Čároví: Gleb Lazarev Peter Sefcik |

| 7. května 2017 20:15 | Norsko | 0:3 (0:0, 0:2, 0:1) | Švýcarsko | AccorHotels Arena, Paříž Návštěvnost: 7 782 |  |

| Zpráva           |                  |             | |                                                                                    |
| Henrik Haukeland | Henrik Haukeland | Brankáři    | Leonardo Genoni | Rozhodčí: Stefan Fonselius Stephen Reneau Čároví: Miroslav Lhotský Sakari Suominen |
|                  |                  | 0:1 0:2 0:3 | 32:04 Reto Schäppi (Romain Loeffel, Cody Almond) 34:00 Cody Almond (Thomas Rüfenacht, Ramón Untersander) 49:37 Pius Suter (Cody Almond, Andres Ambühl) | Rozhodčí: Stefan Fonselius Stephen Reneau Čároví: Miroslav Lhotský Sakari Suominen |
| 12 min           | 12 min           | Tresty      | 8 min | Rozhodčí: Stefan Fonselius Stephen Reneau Čároví: Miroslav Lhotský Sakari Suominen |
| 20               | 20               | Střely      | 38 | Rozhodčí: Stefan Fonselius Stephen Reneau Čároví: Miroslav Lhotský Sakari Suominen |

| 8. května 2017 16:15 | Bělorusko | 0:6 (0:1, 0:2, 0:3) | Kanada | AccorHotels Arena, Paříž Návštěvnost: 4 363 |  |

| Zpráva             |                    |                         | |                                                                        |
| Michail Karnauchov | Michail Karnauchov | Brankáři                | Calvin Pickard | Rozhodčí: Stefan Fonselius Jan Hribik Čároví: Rene Jensen Gleb Lazarev |
|                    |                    | 0:1 0:2 0:3 0:4 0:5 0:6 | 05:08 Brayden Point Mitchell Marner, Travis Konecny 24:20 Nathan MacKinnon Mitchell Marner, Tyson Barrie 35:20 Nathan MacKinnon Jeff Skinner, Claude Giroux 47:01 Jeff Skinner Nathan MacKinnon, Michael Matheson 50:16 Claude Giroux Jeff Skinner, John Morrissey 54:42 Brayden Point Travis Konecny, Marc-Edouard Vlasic | Rozhodčí: Stefan Fonselius Jan Hribik Čároví: Rene Jensen Gleb Lazarev |
| 12 min             | 12 min             | Tresty                  | 6 min | Rozhodčí: Stefan Fonselius Jan Hribik Čároví: Rene Jensen Gleb Lazarev |
| 13                 | 13                 | Střely                  | 45 | Rozhodčí: Stefan Fonselius Jan Hribik Čároví: Rene Jensen Gleb Lazarev |

| 8. května 2017 20:15 | Finsko | 3:4 SN (3:0, 0:0, 0:3 - 0:0 - 0:1) | Česko | AccorHotels Arena, Paříž Návštěvnost: 8 112 |  |

| Zpráva | |                             | |                                                                                    |
| Joonas Korpisalo | Joonas Korpisalo | Brankáři                    | Petr Mrázek | Rozhodčí: Daniel Piechaczek Stephen Reneau Čároví: Andreas Malmqvist Judson Ritter |
| 00:58 Valtteri Filppula Sebastian Aho, Mikko Rantanen 02:41 Topi Jaakola Mikko Rantanen, Valtteri Filppula 13:51 Ville Lajunen Antti Pihlström, Juhamatti Aaltonen | 00:58 Valtteri Filppula Sebastian Aho, Mikko Rantanen 02:41 Topi Jaakola Mikko Rantanen, Valtteri Filppula 13:51 Ville Lajunen Antti Pihlström, Juhamatti Aaltonen | 1:0 2:0 3:0 3:1 3:2 3:3 3:4 | 47:37 Roman Horák David Pastrňák, Roman Červenka 57:46 Radko Gudas Jakub Krejčík, Michal Řepík 58:09 Jan Kovář David Pastrňák rozhodující SN Robin Hanzl | Rozhodčí: Daniel Piechaczek Stephen Reneau Čároví: Andreas Malmqvist Judson Ritter |
| 20 min | 20 min | Tresty                      | 6 min | Rozhodčí: Daniel Piechaczek Stephen Reneau Čároví: Andreas Malmqvist Judson Ritter |
| 21 | 21 | Střely                      | 34 | Rozhodčí: Daniel Piechaczek Stephen Reneau Čároví: Andreas Malmqvist Judson Ritter |

| 9. května 2017 16:15 | Slovinsko | 1:5 (0:3, 1:1, 0:1) | Norsko | AccorHotels Arena, Paříž Návštěvnost: 2 696 |  |

| Zpráva                                            |                                                   |                         | |                                                                              |
| Matija Pintarič Gašper Krošelj (od 20. min.)      | Matija Pintarič Gašper Krošelj (od 20. min.)      | Brankáři                | Lars Haugen | Rozhodčí: Roman Gofman Antonín Jeřábek Čároví: Miroslav Lhotský Peter Šefčík |
| 39:45 Robert Sabolič Matic Podlipnik, Luka Vidmar | 39:45 Robert Sabolič Matic Podlipnik, Luka Vidmar | 0:1 0:2 0:3 0:4 1:4 1:5 | 05:57 Mathis Olimb Patrick Thoresen, Ken Andre Olimb 14:34 Ken Andre Olimb Patrick Thoresen, Mattias Nörstebö 18:20 Kristian Forsberg 38:58 Alexander ReichenbergJonas Holøs, Lars Haugen 59:17 Patrick Thoresen Ken Andre Olimb, Alexander Bonsaksen | Rozhodčí: Roman Gofman Antonín Jeřábek Čároví: Miroslav Lhotský Peter Šefčík |
| 6 min                                             | 6 min                                             | Tresty                  | 10 min | Rozhodčí: Roman Gofman Antonín Jeřábek Čároví: Miroslav Lhotský Peter Šefčík |
| 16                                                | 16                                                | Střely                  | 23 | Rozhodčí: Roman Gofman Antonín Jeřábek Čároví: Miroslav Lhotský Peter Šefčík |

| 9. května 2017 20:15 | Švýcarsko | 3:4 SN (0:1, 2:0, 1:2 - 0:0 - 0:1) | Francie | AccorHotels Arena, Paříž Návštěvnost: 6 747 |  |

| Zpráva | |                             | |                                                                               |
| Leonardo Genoni | Leonardo Genoni | Brankáři                    | Cristobal Huet | Rozhodčí: Eduards Odiņš Linus Öhlund Čároví: Lukas Kohlmüller Sakari Suominen |
| 21:22 Vincent Praplan Denis Hollenstein, Romain Loeffel 23:48 Vincent Praplan Denis Hollenstein, Gaëtan Haas 53:14 Andres Ambühl Pius Suter, Ramón Untersander | 21:22 Vincent Praplan Denis Hollenstein, Romain Loeffel 23:48 Vincent Praplan Denis Hollenstein, Gaëtan Haas 53:14 Andres Ambühl Pius Suter, Ramón Untersander | 0:1 1:1 2:1 2:2 3:2 3:3 3:4 | 02:53 Yohann Auvitu Jordann Perret 43:02 Stéphane Da Costa Yohann Auvitu 55:41 Antony Rech Laurent Meunier 65:00 rozhodující SN Stéphane Da Costa | Rozhodčí: Eduards Odiņš Linus Öhlund Čároví: Lukas Kohlmüller Sakari Suominen |
| 12 min | 12 min | Tresty                      | 12 min | Rozhodčí: Eduards Odiņš Linus Öhlund Čároví: Lukas Kohlmüller Sakari Suominen |
| 26 | 26 | Střely                      | 25 | Rozhodčí: Eduards Odiņš Linus Öhlund Čároví: Lukas Kohlmüller Sakari Suominen |

| 10. května 2017 16:15 | Švýcarsko | 3:0 (1:0, 1:0, 1:0) | Bělorusko | AccorHotels Arena, Paříž Návštěvnost: 3 212 |  |

| Zpráva | |             |               |                                                                            |
| Leonardo Genoni | Leonardo Genoni | Brankáři    | Kevin Lalande | Rozhodčí: Roman Gofman Anssi Salonen Čároví: Hannu Sormunen Libor Suchánek |
| 17:54 Reto Schäppi Ramón Untersander, Joël Genazzi 35:29 Andres Ambühl Denis Hollenstein, Romain Loeffel 47:55 Cody Almond Reto Schäppi | 17:54 Reto Schäppi Ramón Untersander, Joël Genazzi 35:29 Andres Ambühl Denis Hollenstein, Romain Loeffel 47:55 Cody Almond Reto Schäppi | 1:0 2:0 3:0 |               | Rozhodčí: Roman Gofman Anssi Salonen Čároví: Hannu Sormunen Libor Suchánek |
| 6 min | 6 min | Tresty      | 10 min        | Rozhodčí: Roman Gofman Anssi Salonen Čároví: Hannu Sormunen Libor Suchánek |
| 23 | 23 | Střely      | 14            | Rozhodčí: Roman Gofman Anssi Salonen Čároví: Hannu Sormunen Libor Suchánek |

| 10. května 2017 20:15 | Finsko | 5:2 (0:1, 2:0, 3:1) | Slovinsko | AccorHotels Arena, Paříž Návštěvnost: 3 436 |  |

| Zpráva | |                             |                                                          |                                                                               |
| Harri Säteri | Harri Säteri | Brankáři                    | Gašper Krošelj                                           | Rozhodčí: Linus Öhlund Daniel Stricker Čároví: Roman Kaderli Nathan Vanoosten |
| 24:06 Veli-Matti Savinainen Julius Honka, Tomi Sallinen 25:21 Mikko Rantanen Veli-Matti Savinainen, Sebastian Aho 49:30 Sebastian Aho Mikko Rantanen 50:34 Markus Hännikäinen Jani Lajunen 59:15 Tomi Sallinen Mika Pyörälä, Joonas Järvinen | 24:06 Veli-Matti Savinainen Julius Honka, Tomi Sallinen 25:21 Mikko Rantanen Veli-Matti Savinainen, Sebastian Aho 49:30 Sebastian Aho Mikko Rantanen 50:34 Markus Hännikäinen Jani Lajunen 59:15 Tomi Sallinen Mika Pyörälä, Joonas Järvinen | 0:1 1:1 2:1 2:2 3:2 4:2 5:2 | 14:21 Anže Kuralt Nik Pem 45:50 Rok Tičar Robert Sabolič | Rozhodčí: Linus Öhlund Daniel Stricker Čároví: Roman Kaderli Nathan Vanoosten |
| 4 min | 4 min | Tresty                      | 6 min                                                    | Rozhodčí: Linus Öhlund Daniel Stricker Čároví: Roman Kaderli Nathan Vanoosten |
| 49 | 49 | Střely                      | 14                                                       | Rozhodčí: Linus Öhlund Daniel Stricker Čároví: Roman Kaderli Nathan Vanoosten |

| 11. května 2017 16:15 | Česko | 1:0 PP (0:0, 0:0, 0:0 - 1:0) | Norsko | AccorHotels Arena, Paříž Návštěvnost: 6 381 |  |

| Zpráva                                            |                                                   |          |             |                                                                                |
| Pavel Francouz                                    | Pavel Francouz                                    | Brankáři | Lars Haugen | Rozhodčí: Oliver Gouin Daniel Stricker Čároví: Brian Oliver Alexander Otmachov |
| Jan Kovář (David Pastrňák, Jakub Jeřábek) - 61:25 | Jan Kovář (David Pastrňák, Jakub Jeřábek) - 61:25 | 1:0      |             | Rozhodčí: Oliver Gouin Daniel Stricker Čároví: Brian Oliver Alexander Otmachov |
| 8 min                                             | 8 min                                             | Tresty   | 4 min       | Rozhodčí: Oliver Gouin Daniel Stricker Čároví: Brian Oliver Alexander Otmachov |
| 32                                                | 32                                                | Střely   | 10          | Rozhodčí: Oliver Gouin Daniel Stricker Čároví: Brian Oliver Alexander Otmachov |

| 11. května 2017 20:15 | Kanada | 3:2 (1:1, 1:1, 1:0) | Francie | AccorHotels Arena, Paříž Návštěvnost: 14 510 |  |

| Zpráva | |                     | |                                                                           |
| Chad Johnson | Chad Johnson | Brankáři            | Florian Hardy | Rozhodčí: Antonín Jeřábek Jozef Kubuš Čároví: Ivan Dedyulya Roman Kaderli |
| Ryan O'Reilly (Nathan Mackinnon, Mark Scheifele) - 05:19 Claude Giroux (Chris Lee) - 39:11 Marc-Edouard Vlasic - 42:22 | Ryan O'Reilly (Nathan Mackinnon, Mark Scheifele) - 05:19 Claude Giroux (Chris Lee) - 39:11 Marc-Edouard Vlasic - 42:22 | 1:0 1:1 1:2 2:2 3:2 | 09:00 - Olivier Dame-Malka (Anthony Rech, Nicolas Ritz) 21:37 - Damien Fleury (Stéphane Da Costa, Yohann Auvitu) | Rozhodčí: Antonín Jeřábek Jozef Kubuš Čároví: Ivan Dedyulya Roman Kaderli |
| 33 min | 33 min | Tresty              | 10 min | Rozhodčí: Antonín Jeřábek Jozef Kubuš Čároví: Ivan Dedyulya Roman Kaderli |
| 35 | 35 | Střely              | 24 | Rozhodčí: Antonín Jeřábek Jozef Kubuš Čároví: Ivan Dedyulya Roman Kaderli |

| 12. května 2017 16:15 | Česko | 5:1 (3:0, 1:0, 1:1) | Slovinsko | AccorHotels Arena, Paříž Návštěvnost: 2 805 |  |

| Zpráva | |          |                                         |                                                                            |
| Petr Mrázek | Petr Mrázek | Brankáři | Gašper Krošej                           | Rozhodčí: Roman Gofman Anssi Salonen Čároví: Brian Oliver Nathan Vanoosten |
| 02:12 Michal Řepík Jan Kovář, Roman Červenka 08:20 Roman Horák David Pastrňák, Jakub Voráček 11:46 Roman Horák Radko Gudas, Radim Šimek 22:09 Michal Kempný Petr Vrána 47:15 Roman Červenka Jan Kovář | 02:12 Michal Řepík Jan Kovář, Roman Červenka 08:20 Roman Horák David Pastrňák, Jakub Voráček 11:46 Roman Horák Radko Gudas, Radim Šimek 22:09 Michal Kempný Petr Vrána 47:15 Roman Červenka Jan Kovář |          | 44:04 Miha Verlič Jan Muršak, Jan Urbas | Rozhodčí: Roman Gofman Anssi Salonen Čároví: Brian Oliver Nathan Vanoosten |

| 12. května 2017 20:15 | Francie | 4:3 SN (1:0, 1:2, 1:1 - 0:0 - 2:1) | Bělorusko | AccorHotels Arena, Paříž Návštěvnost: 6 802 |  |

| Zpráva | |          | |                                                                             |
| Cristobal Huet | Cristobal Huet | Brankáři | Kevin Lalande | Rozhodčí: Eduards Odiņš Linus Öhlund Čároví: Joep Leermakers Libor Suchánek |
| 12:29 Sacha Treille Teddy Da Costa, Damien RAUX 20:54 Damien Fleury Antonie Roussel, Stéphane Da Costa 52:35 Pierre-Edouard Bellemare Stéphane Da Costa 65:00 Stéphane Da Costa | 12:29 Sacha Treille Teddy Da Costa, Damien RAUX 20:54 Damien Fleury Antonie Roussel, Stéphane Da Costa 52:35 Pierre-Edouard Bellemare Stéphane Da Costa 65:00 Stéphane Da Costa |          | 26:40 Alexandr Pavlovič Jegor Šarangovič, Pavel Vorobej 37:47 Jegor Šarangovič Charles Linglet 41:20 Alexandr Kulakov Sergej Kosticyn, Arťom Děmkov | Rozhodčí: Eduards Odiņš Linus Öhlund Čároví: Joep Leermakers Libor Suchánek |

| 13. května 2017 12:15 | Norsko | 2:3 PP (1:0, 0:2, 1:0 - 0:1) | Finsko | AccorHotels Arena, Paříž Návštěvnost: 8 108 |  |

| Zpráva                                                           |                                                                  |          | |                                                                                |
| Lars Haugen                                                      | Lars Haugen                                                      | Brankáři | Joonas Korpisalo | Rozhodčí: Antonín Jeřábek Jozef Kubuš Čároví: Ivan Dedyulya Alexander Otmakhov |
| 18:38 Anders Bastiansen Mattias Nörstebö 59:31 Andreas Martinsen | 18:38 Anders Bastiansen Mattias Nörstebö 59:31 Andreas Martinsen |          | 25:33 Juuso Hiatanen Sebastian Aho, Ville Lajunen 28:11 Julius Honka Atte Ohtamaa, Markus Hännikäinen 61:55 Markus Hännikäinen Mika Pyörälä | Rozhodčí: Antonín Jeřábek Jozef Kubuš Čároví: Ivan Dedyulya Alexander Otmakhov |

| 13. května 2017 16:15 | Slovinsko | 2:5 (2:1, 0:4, 0:0) | Bělorusko | AccorHotels Arena, Paříž Návštěvnost: 7 158 |  |

| Zpráva                                                                                               | |          | |                                                                               |
| Gašper Krošelj                                                                                       | Gašper Krošelj                                                                                       | Brankáři | Kevin Lalande | Rozhodčí: Oliver Gouin Daniel Stricker Čároví: Roman Kaderli Nathan Vanoosten |
| 16:52 Žiga Jeglič Miha Verlič, Robert Sabolič 19:15 David Rodman Sabahudin Kovačević, Klemen Pretnar | 16:52 Žiga Jeglič Miha Verlič, Robert Sabolič 19:15 David Rodman Sabahudin Kovačević, Klemen Pretnar |          | 13:12 Alexandr Pavlovič Ilja Šinkevič, Charles Linglet 20:29 Jevgenij Kovyršin Andrej Kosticyn, Sergej Kosticyn 29:48 Alexandr Pavlovič Ilja Šinkevič 38:05 Ilja Šinkevič Alexandr Pavlovič, Charles Linglet 39:43 Andrej Stas Michail Stefanovič | Rozhodčí: Oliver Gouin Daniel Stricker Čároví: Roman Kaderli Nathan Vanoosten |

| 13. května 2017 20:15 | Kanada | 2:3 PP (2:0, 0:0, 0:2 - 0:1) | Švýcarsko | AccorHotels Arena, Paříž Návštěvnost: 12 932 |  |

| Zpráva                                                                                              | |          | |                                                                              |
| Calvin Pickard                                                                                      | Calvin Pickard                                                                                      | Brankáři | Jonas Hiller a Leonardo Genoni | Rozhodčí: Eduards Odiņš Anssi Salonen Čároví: Joep Leermakers Hannu Sormunen |
| 04:22 Ryan O'Reilly Mitchell Marner, Colton Parayko 06:28 Mitchell Marner Chris Lee, Travis Konecny | 04:22 Ryan O'Reilly Mitchell Marner, Colton Parayko 06:28 Mitchell Marner Chris Lee, Travis Konecny |          | 46:37 Fabrice Herzog Vincent Praplan, Tanner Richard 49:44 Vincent Praplan Denis Hollenstein 63:40 Fabrice Herzog Ramón Untersander, Andres Ambühl | Rozhodčí: Eduards Odiņš Anssi Salonen Čároví: Joep Leermakers Hannu Sormunen |

| 14. května 2017 16:15 | Francie | 2:5 (0:1, 1:2, 1:2) | Česko | AccorHotels Arena, Paříž Návštěvnost: 13 003 |  |

| Zpráva                                                      |                                                             |          | |                                                                              |
| Florian Hardy                                               | Florian Hardy                                               | Brankáři | Pavel Francouz | Rozhodčí: Oliver Gouin Jozef Kubuš Čároví: Alexander Otmakhov Hannu Sormunen |
| 20:53 Stéphane Da Costa Damien Fleury 50:38 Antonie Roussel | 20:53 Stéphane Da Costa Damien Fleury 50:38 Antonie Roussel |          | 08:32 David Pastrňák Roman Horák, Jakub Voráček 26:52 Michal Řepík Tomáš Kundrátek 37:01 Jan Rutta Roman Červenka 48:03 Michal Řepík Michal Kempný 58:56 Tomáš Zohorna Roman Horák | Rozhodčí: Oliver Gouin Jozef Kubuš Čároví: Alexander Otmakhov Hannu Sormunen |

| 14. května 2017 20:15 | Švýcarsko | 2:3 PP (2:1, 0:0, 0:1, 0:1) | Finsko | AccorHotels Arena, Paříž Návštěvnost: 10 860 |  |

| Zpráva                                                                                   |                                                                                          |          | |                                                                          |
| Leonardo Genoni                                                                          | Leonardo Genoni                                                                          | Brankáři | Joonas Korpisalo a Harri Säteri | Rozhodčí: Roman Gofman Linus Öhlund Čároví: Ivan Dedyulya Libor Suchánek |
| 04:40 Fabrice Herzog Tanner Richard, Ramón Untersander 10:30 Joël Genazzi Romain Loeffel | 04:40 Fabrice Herzog Tanner Richard, Ramón Untersander 10:30 Joël Genazzi Romain Loeffel |          | 19:01 Juuso Hiatanen Veli-Matti Savinainen, Sebastian Aho 47:40 Mikko Rantanen Ville Lajunen, Sebastian Aho 62:24 Valtteri Filppula Veli-Matti Savinainen, Juuso Hiatanen | Rozhodčí: Roman Gofman Linus Öhlund Čároví: Ivan Dedyulya Libor Suchánek |

| 15. května 2017 16:15 | Kanada | 5:0 (2:0, 2:0, 1:0) | Norsko | AccorHotels Arena, Paříž Návštěvnost: 5 093 |  |

| Zpráva |              |          |                                   |                                                                          |
| Chad Johnson | Chad Johnson | Brankáři | Henrik Haukeland a Steffen Söberg | Rozhodčí: Roman Gofman Marcus Linde Čároví: Roman Kaderli Libor Suchánek |
| 17:48 Brayden Schenn Wayne Simmonds 18:42 Colton Parayko Nathan MacKinnon, Ryan O'Reilly 34:57 Mark Scheifele Michael Matheson, Jeff Skinner 38:14 Colton Parayko Nathan MacKinnon, Mitchell Marner 57:20 Ryan O'Reilly Mark Scheifele, Nathan MacKinnon |              |          |                                   | Rozhodčí: Roman Gofman Marcus Linde Čároví: Roman Kaderli Libor Suchánek |

| 15. května 2017 20:15 | Francie | 4:1 (0:0, 2:0, 2:1) | Slovinsko | AccorHotels Arena, Paříž Návštěvnost: 12 807 |  |

| Zpráva | |          |                                              |                                                                           |
| Cristobal Huet a Florian Hardy | Cristobal Huet a Florian Hardy | Brankáři | Matija Pintarič                              | Rozhodčí: Brett Iverson Mark Lemelin Čároví: Joep Leermakers Brian Oliver |
| 28:20 Antonie Roussel Yohann Auvitu, Stéphane Da Costa 31:08 Yohann Auvitu Pierre-Edouard Bellemare, Antonie Roussel 44:01 Antonie Roussel Yohann Auvitu 58:30 Antonie Roussel | 28:20 Antonie Roussel Yohann Auvitu, Stéphane Da Costa 31:08 Yohann Auvitu Pierre-Edouard Bellemare, Antonie Roussel 44:01 Antonie Roussel Yohann Auvitu 58:30 Antonie Roussel |          | 44:25 Jan Muršak Aleš Mušič, Matija Pintarič | Rozhodčí: Brett Iverson Mark Lemelin Čároví: Joep Leermakers Brian Oliver |

| 16. května 2017 12:15 | Bělorusko | 4:3 (0:0, 2:1, 2:2) | Norsko | AccorHotels Arena, Paříž Návštěvnost: 3 867 |  |

| Zpráva | |          | |  |
| Michail Karnauchov | Michail Karnauchov | Brankáři | Lars Haugen |  |
| 26:08 Jevgenij Lisovec Michail Stefanovič 37:52 Alexandr Kulakov Andrej Stas, Arťom Děmkov 54:06 Ilja Šinkevič Jevgenij KOVYRŠIN , Michail STEFANOVIČ 56:56 Jevgenij Lisovec Alexandr Pavlovič, Charles Linglet | 26:08 Jevgenij Lisovec Michail Stefanovič 37:52 Alexandr Kulakov Andrej Stas, Arťom Děmkov 54:06 Ilja Šinkevič Jevgenij KOVYRŠIN , Michail STEFANOVIČ 56:56 Jevgenij Lisovec Alexandr Pavlovič, Charles Linglet |          | 35:05 Daniel Sörvik Mathis Olimb 41:19 Alexander Reichenberg Patrick Thoresen, Henrik Ödegaard 43:41 Jonas Holøs Andreas Martinsen, Mathis Olimb |  |

| 16. května 2017 16:15 | Česko | 1:3 (0:1, 1:1, 0:1) | Švýcarsko | AccorHotels Arena, Paříž Návštěvnost: 4 531 |  |

| Zpráva                                            |                                                   |          | |  |
| Petr Mrázek                                       | Petr Mrázek                                       | Brankáři | Miklas Schlegel |  |
| 34:08 Roman Červenka, David Pastrňák, Libor Šulák | 34:08 Roman Červenka, David Pastrňák, Libor Šulák |          | 01:41 Vincent Praplan Rafael Diaz 28:36 Reto Suri Dean Kukan, Dominik Schlumpf 52:09 Damien Brunner Tanner Richard, Christian Marti |  |

| 16. května 2017 20:15 | Kanada | 5:2 (3:1, 1:1, 1:0) | Finsko | AccorHotels Arena, Paříž Návštěvnost: 10 202 |  |

| Zpráva | |          |                                                                                   |  |
| Calvin Pickard | Calvin Pickard | Brankáři | Harri Säteri                                                                      |  |
| 02:46 Mitchell Marner Brayden Point, Michael Matheson 04:06 Colton Parayko Mitchell Marner 13:45 Mitchell Marner Mark Scheifele, Nathan MacKinnon 28:09 Brayden Point Michael Matheson, Colton Parayko 40:34 Matt Duchene Sean Couturier | 02:46 Mitchell Marner Brayden Point, Michael Matheson 04:06 Colton Parayko Mitchell Marner 13:45 Mitchell Marner Mark Scheifele, Nathan MacKinnon 28:09 Brayden Point Michael Matheson, Colton Parayko 40:34 Matt Duchene Sean Couturier |          | 03:08 Jani Lajunen Oskar Osala 36:51 Atte Ohtamaa Julius Honka, Joonas Kemppainen |  |

## Play off

### Pavouk
|  | Čtvrtfinále 1 |               |               |  |      |              |              |              |  |               |               |               |      |
|  | A1            | USA           | 0             |  |      |              |              |              |  |               |               |               |      |
|  | B4            | Finsko        | 2             |  |      | Semifinále 1 | Semifinále 1 | Semifinále 1 |  |               |               |               |      |
|  |               |               |               |  |      | ČTF1         | Finsko       | 1            |  |               |               |               |      |
|  | Čtvrtfinále 2 | Čtvrtfinále 2 | Čtvrtfinále 2 |  | ČTF2 | Švédsko      | 4            |              |  |               |               |               |      |
|  | B2            | Švýcarsko     | 1             |  |      |              |              |              |  |               |               |               |      |
|  | A3            | Švédsko       | 3             |  |      |              |              |              |  | Finále        | Finále        | Finále        |      |
|  |               |               |               |  |      |              |              |              |  |               | VSF2          | Švédsko       | 2 SN |
|  | Čtvrtfinále 3 | Čtvrtfinále 3 | Čtvrtfinále 3 |  |      |              |              |              |  |               | VSF1          | Kanada        | 1    |
|  | B1            | Kanada        | 2             |  |      |              |              |              |  |               |               |               |      |
|  | A4            | Německo       | 1             |  |      | Semifinále 2 | Semifinále 2 | Semifinále 2 |  | Zápas o bronz | Zápas o bronz | Zápas o bronz |      |
|  |               |               |               |  |      | ČTF3         | Kanada       | 4            |  | PSF2          | Finsko        | 3             |      |
|  | Čtvrtfinále 4 | Čtvrtfinále 4 | Čtvrtfinále 4 |  | ČTF4 | Rusko        | 2            |              |  | PSF1          | Rusko         | 5             |      |
|  | A2            | Rusko         | 3             |  |      |              |              |              |  |               |               |               |      |
|  | B3            | Česko         | 0             |  |      |              |              |              |  |               |               |               |      |

### Čtvrtfinále
| 18. května 2017 16:15 | USA | 0:2 (0:0, 0:1, 0:1) | Finsko | Lanxess Arena, Kolín nad Rýnem Návštěvnost: 8 968 |  |

| Zpráva       |              |          | |  |
| Jimmy Howard | Jimmy Howard | Brankáři | Harri Säteri                                                                                        |  |
|              |              | 0:1 0:2  | 21:01Mikko Rantanen Veli-Matti Savinainen, Sebastian Aho 46:49 Joonas Kemppainen Juhamatti Aaltonen |  |

| 18. května 2017 16:15 | Rusko | 3:0 (2:0, 0:0, 1:0) | Česko | AccorHotels Arena, Paříž Návštěvnost: 6 209 |  |

| Zpráva | |             |                |  |
| Andrej Vasilevskij | Andrej Vasilevskij | Brankáři    | Pavel Francouz |  |
| 08:45 Dmitrij Orlov Sergej Plotnikov, Viktor Antipin 13:36 Nikita Kučerov Jevgenij Kuzněcov, Viktor Antipin 53:55 Artěmij Panarin Nikita Kučerov, Jevgenij Kuzněcov | 08:45 Dmitrij Orlov Sergej Plotnikov, Viktor Antipin 13:36 Nikita Kučerov Jevgenij Kuzněcov, Viktor Antipin 53:55 Artěmij Panarin Nikita Kučerov, Jevgenij Kuzněcov | 1:0 2:0 3:0 |                |  |

| 18. května 2017 20:15 | Kanada | 2:1 (1:0, 1:0, 0:1) | Německo | Lanxess Arena, Kolín nad Rýnem Návštěvnost: 16 653 |  |

| Zpráva                                                                                                  | |          |                                           |  |
| Calvin Pickard                                                                                          | Calvin Pickard                                                                                          | Brankáři | Philipp Grubauer                          |  |
| 17:11 Mark Scheifele Ryan O'Reilly, Mitchell Marner 38:08 Jeff Skinner Michael Matheson, Mark Scheifele | 17:11 Mark Scheifele Ryan O'Reilly, Mitchell Marner 38:08 Jeff Skinner Michael Matheson, Mark Scheifele |          | 53:21 Yannic Seidenberg Christian Ehrhoff |  |

| 18. května 2017 20:15 | Švýcarsko | 1:3 (1:1, 0:1, 0:1) | Švédsko | AccorHotels Arena, Paříž Návštěvnost: 8 417 |  |

| Zpráva           |                  |          | |  |
| Leonardo Genoni  | Leonardo Genoni  | Brankáři | Henrik Lundqvist |  |
| 12:53Gaëtan Haas | 12:53Gaëtan Haas |          | 04:15 Nicklas Bäckström Oscar Lindberg, William Nylander 33:15 William Nylander Oliver Ekman-Larsson 43:44 Alexander Edler Joel Lundqvist |  |

### Semifinále
| 20. května 2017 15:15 | Kanada | 4:2 (0:0, 0:2, 4:0) | Rusko | Lanxess Arena, Kolín nad Rýnem Návštěvnost: 16 469 |  |

| Zpráva | |          | |  |
| Calvin Pickard | Calvin Pickard | Brankáři | Andrej Vasilevskij                                                                                        |  |
| 40:17 Mark Scheifele Nathan MacKinnon, Colton Parayko 55:07 Nathan MacKinnon Travis Konecny 56:58 Ryan O'Reilly Michael Matheson 58:53 Sean Couturier Ryan O'Reilly, Colton Parayko | 40:17 Mark Scheifele Nathan MacKinnon, Colton Parayko 55:07 Nathan MacKinnon Travis Konecny 56:58 Ryan O'Reilly Michael Matheson 58:53 Sean Couturier Ryan O'Reilly, Colton Parayko |          | 32:16 Jevgenij Kuzněcov Artěmij Panarin, Nikita Kučerov 34:50 Nikita Gusev Vadim Šipačov, Artěmij Panarin |  |

| 20. května 2017 19:15 | Švédsko | 4:1 (1:1, 2:0, 1:0) | Finsko | Lanxess Arena, Kolín nad Rýnem Návštěvnost: 11 242 |  |

| Zpráva | |          |                                            |  |
| Henrik Lundqvist | Henrik Lundqvist | Brankáři | Harri Säteri                               |  |
| 04:45 Alexander Edler Nicklas Bäckström 24:36 John Klingberg Oliver Ekman-Larsson, William Nylander 34:52 William Nylander Nicklas Bäckström 53:52 Joakim Nordström Marcus Krüger | 04:45 Alexander Edler Nicklas Bäckström 24:36 John Klingberg Oliver Ekman-Larsson, William Nylander 34:52 William Nylander Nicklas Bäckström 53:52 Joakim Nordström Marcus Krüger |          | 01:49 Joonas Kemppainen Juhamatti Aaltonen |  |

### Zápas o 3. místo
| 21. května 2017 16:15 | Rusko | 5:3 (1:0, 3:1, 1:2) | Finsko | Lanxess Arena, Kolín nad Rýnem Návštěvnost: 16 182 |  |

| Zpráva | |          | |  |
| Andrej Vasilevskij | Andrej Vasilevskij | Brankáři | Joonas Korpisalo a Harri Säteri |  |
| 06:58 Nikita Gusev Viktor Antipin, Valerij Nikuškin 21:48 Vladimir Tkačóov Valerij Nikuškin, Arťom Zub 27:01 Nikita Gusev Artěmij Panarin, Jevgenij Dadonov 28:16 Bogdan Kiselevič Vladislav Naměstnikov, Valerij Nikuškin 49:49 Nikita Kučerov Jevgenij Kuzněcov, Anton Bělov | 06:58 Nikita Gusev Viktor Antipin, Valerij Nikuškin 21:48 Vladimir Tkačóov Valerij Nikuškin, Arťom Zub 27:01 Nikita Gusev Artěmij Panarin, Jevgenij Dadonov 28:16 Bogdan Kiselevič Vladislav Naměstnikov, Valerij Nikuškin 49:49 Nikita Kučerov Jevgenij Kuzněcov, Anton Bělov |          | 39:33 Mikko Rantanen Valtteri Filppula 41:16 Mikko Lehtonen Sebastian Aho 45:29 Veli-Matti Savinainen Mikko Rantanen, Sebastian Aho |  |

### Finále
| 21. května 2017 20:45 | Kanada | 1:2 SN (0:0, 0:1, 1:0 - 0:0 - 0:2) | Švédsko | Lanxess Arena, Kolín nad Rýnem Návštěvnost: 17 363 |  |

| Zpráva                                                  |                                                         |             |                                             |                                                                                      |
| Calvin Pickard                                          | Calvin Pickard                                          | Brankáři    | Henrik Lundqvist                            | Rozhodčí: Antonín Jeřábek Daniel Stricker Čároví: Alexander Otmachov Sakari Suominen |
| 41:58 Ryan O'Reilly (Mitchell Marner, Nathan MacKinnon) | 41:58 Ryan O'Reilly (Mitchell Marner, Nathan MacKinnon) | 0:1 1:1 1:2 | 39:39 Victor Hedman 80:00 Nicklas Bäckström | Rozhodčí: Antonín Jeřábek Daniel Stricker Čároví: Alexander Otmachov Sakari Suominen |
| 10 min                                                  | 10 min                                                  | Tresty      | 8 min                                       | Rozhodčí: Antonín Jeřábek Daniel Stricker Čároví: Alexander Otmachov Sakari Suominen |
| 43                                                      | 43                                                      | Střely      | 42                                          | Rozhodčí: Antonín Jeřábek Daniel Stricker Čároví: Alexander Otmachov Sakari Suominen |

## Konečné pořadí

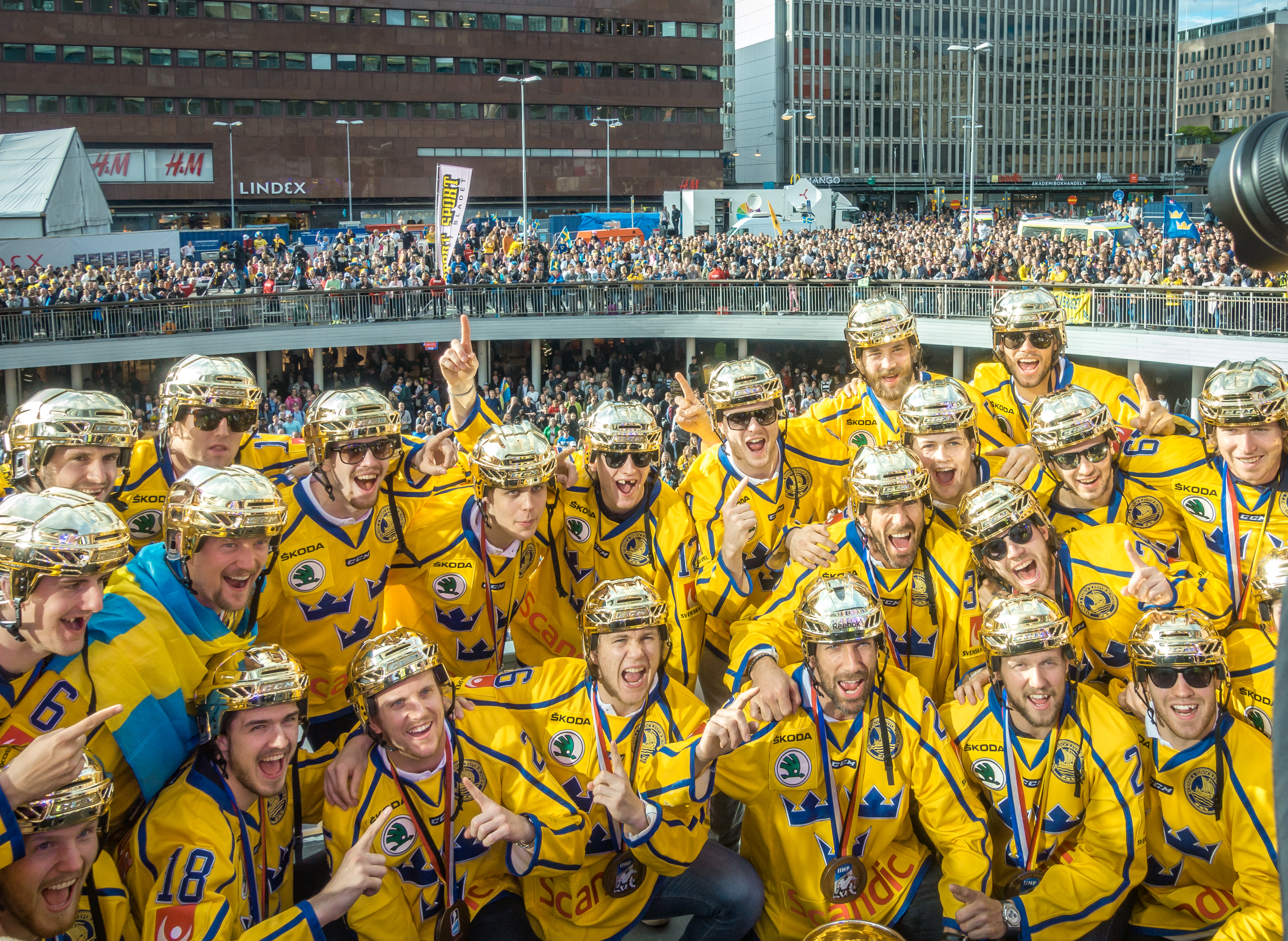
Švédští hokejisté oslavují výhru na MS 2017.

| Poř.             | Tým       | Z  | V | VP | PP | P | GV | GI | +/- | B  | Soupiska | Konečný výsledek                                  |
| ---------------- | --------- | -- | - | -- | -- | - | -- | -- | --- | -- | -------- | ------------------------------------------------- |
| Zlatá medaile    | Švédsko   | 10 | 7 | 1  | 1  | 1 | 38 | 16 | +22 | 24 | Soupiska | Šampioni                                          |
| Stříbrná medaile | Kanada    | 10 | 8 | 0  | 2  | 0 | 39 | 15 | +24 | 26 | Soupiska | Finalisté                                         |
| Bronzová medaile | Rusko     | 10 | 7 | 1  | 0  | 2 | 45 | 17 | +28 | 23 | Soupiska | Třetí místo                                       |
| 4.               | Finsko    | 10 | 3 | 2  | 1  | 4 | 26 | 31 | -5  | 14 | Soupiska | Čtvrté místo                                      |
|                  |           |    |   |    |    |   |    |    |     |    |          |                                                   |
| 5.               | USA       | 8  | 6 | 0  | 0  | 2 | 31 | 16 | +15 | 18 | Soupiska | Vyřazeni ve čtvrtfinále                           |
| 6.               | Švýcarsko | 8  | 3 | 2  | 2  | 1 | 23 | 17 | +6  | 15 | Soupiska | Vyřazeni ve čtvrtfinále                           |
| 7.               | Česko     | 8  | 3 | 2  | 0  | 3 | 23 | 17 | +6  | 13 | Soupiska | Vyřazeni ve čtvrtfinále                           |
| 8.               | Německo   | 8  | 2 | 2  | 1  | 3 | 21 | 25 | -4  | 11 | Soupiska | Vyřazeni ve čtvrtfinále                           |
|                  |           |    |   |    |    |   |    |    |     |    |          |                                                   |
| 9.               | Francie   | 7  | 2 | 2  | 0  | 3 | 23 | 19 | +4  | 10 | Soupiska | Vyřazeni ve skupinách                             |
| 10.              | Lotyšsko  | 7  | 3 | 0  | 1  | 3 | 14 | 18 | -4  | 10 | Soupiska | Vyřazeni ve skupinách                             |
| 11.              | Norsko    | 7  | 2 | 0  | 2  | 3 | 13 | 19 | -6  | 8  | Soupiska | Vyřazeni ve skupinách                             |
| 12.              | Dánsko    | 7  | 1 | 2  | 0  | 4 | 13 | 22 | -9  | 7  | Soupiska | Vyřazeni ve skupinách                             |
| 13.              | Bělorusko | 7  | 2 | 0  | 1  | 4 | 15 | 27 | -12 | 7  | Soupiska | Vyřazeni ve skupinách                             |
| 14.              | Slovensko | 7  | 0 | 1  | 2  | 4 | 12 | 28 | -16 | 4  | Soupiska | Vyřazeni ve skupinách                             |
|                  |           |    |   |    |    |   |    |    |     |    |          |                                                   |
| 15.              | Slovinsko | 7  | 0 | 0  | 1  | 6 | 13 | 36 | -23 | 1  | Soupiska | Mistrovství světa v ledním hokeji 2018 (Divize I) |
| 16.              | Itálie    | 7  | 0 | 0  | 1  | 6 | 6  | 32 | -26 | 1  | Soupiska | Mistrovství světa v ledním hokeji 2018 (Divize I) |

| Sestupují do 1. divize pro rok 2018:                   | Slovinsko a Itálie     |
| Postupují z 1. divize do turnaje MS Elit pro rok 2018: | Rakousko a Jižní Korea |